# Cathédrale Sainte-Sophie de Vologda
Cette  cathédrale n’est pas la seule cathédrale Sainte-Sophie.
La cathédrale Sainte-Sophie ou cathédrale Sainte-Sophie de la Sagesse divine (en russe : Собор Софии Премудрости Божией) est un édifice religieux orthodoxe construit en pierre, devenu aujourd'hui un musée, conservé sur le territoire de la ville de Vologda. C'est l'une des principales constructions de l'époque d'Ivan le Terrible (avec la cathédrale Saint-Basile-le-Bienheureux de Moscou, la cathédrale de la Dormition de la laure de la Trinité Saint-Serge). Elle a été construite de 1568 à 1570 sur son ordre. C'est la cathédrale de l'éparchie de Vologda et de Veliki Oustioug depuis 1587. Elle l'a été jusqu'en 1938, ensemble (de 1776 à 1938) avec sa voisine (chauffée) la cathédrale de la Résurrection et la chapelle funéraire de l'archevêché. Sur les murs de la cathédrale sont conservées les fresques du XVIIe siècle et une iconostase du milieu du XVIIIe siècle.

## Histoire
La pose de la première pierre du kremlin de Vologda, en 1567, consista en fait à construire sur son territoire une nouvelle cathédrale à la place de l'ancienne en bois appelée cathédrale de la Résurrection. Elle se trouve à la limite du nouveau centre de la ville, sur la place Leniva. La construction de la cathédrale en pierre dans l'enceinte du Kremlin, sur les bords de la rivière Vologda, commença en 1568 sur ordre d'Ivan le Terrible. Selon les chroniques, le tsar Ivan a ordonné de « placer l'église de Sophie de l'Assomption de la Vierge à l'intérieur de la ville à la maison de l'archevêque ». Des fouilles archéologiques réalisées en 2000 dans ce quartier ont révélé l'existence de bâtiments datant des années 1560-1970.
Le modèle architectural de la cathédrale qui est choisi est celui de la Cathédrale de la Dormition de Moscou. Ivan le Terrible, veut, visiblement posséder dans son Opritchnina septentrionale une cathédrale semblable à celle du Kremlin de Moscou. Il supervise lui-même les travaux de construction de l'ensemble du Kremlin de Vologda. Il visite la cathédrale après l'achèvement des grands travaux en 1570. Puis peu de temps après il quitte subitement Vologda. Si bien, que les constructions du kremlin et de la cathédrale sont abandonnées. La tradition raconte que durant une action de grâce, une brique se détacha du pied d'un ange de la fresque du plafond. Elle écrase en tombant le gros orteil d'Ivan le Terrible. Effrayé par ce présage, le souverain va revenir sur sa décision de faire de Vologda la capitale de son royaume. Le tsar furieux décide même de détruire l'église. Mais les fidèles l'implorent et il abandonne son projet. Cet évènement explique que pendant de longues années, l'église n'a pas été consacrée.
La cathédrale reste inachevée jusqu'en 1587, jusqu'à ce que le tsar Fédor Ier fasse terminer les travaux. Mais pas entièrement puisqu'une chapelle, située au sud, sera encore construite plus tard.
Avant de consacrer l'autel principal, c'est une chapelle située au sud de la cathédrale qui a été consacrée par l'évêque de Vologda et de Perm. Elle est dédiée à Jean le Baptiste, saint patron du tsar Ivan le Terrible. Cet autel était situé dans une abside du diakonik de la cathédrale jusqu'à l'époque des travaux importants des années 1848-1850,.
En 1612, lorsque des Polonais, des Lituaniens, des Cosaques, des Tcherkesses et des voleurs russes prirent la ville de Vologda la cathédrale est saccagée et endommagée par un incendie : le toit, les coupoles et leurs croix sont la proie des flammes. Après le retrait des envahisseurs, commencent les travaux de restauration de la cathédrale. L'iconostase est restaurée. Les accessoires liturgiques indispensables sont empruntés provisoirement aux monastères Spasso-Kamenni et Grouchitski. En 1612-1613 la cathédrale retrouve son état initial et l'autel principal est consacré.

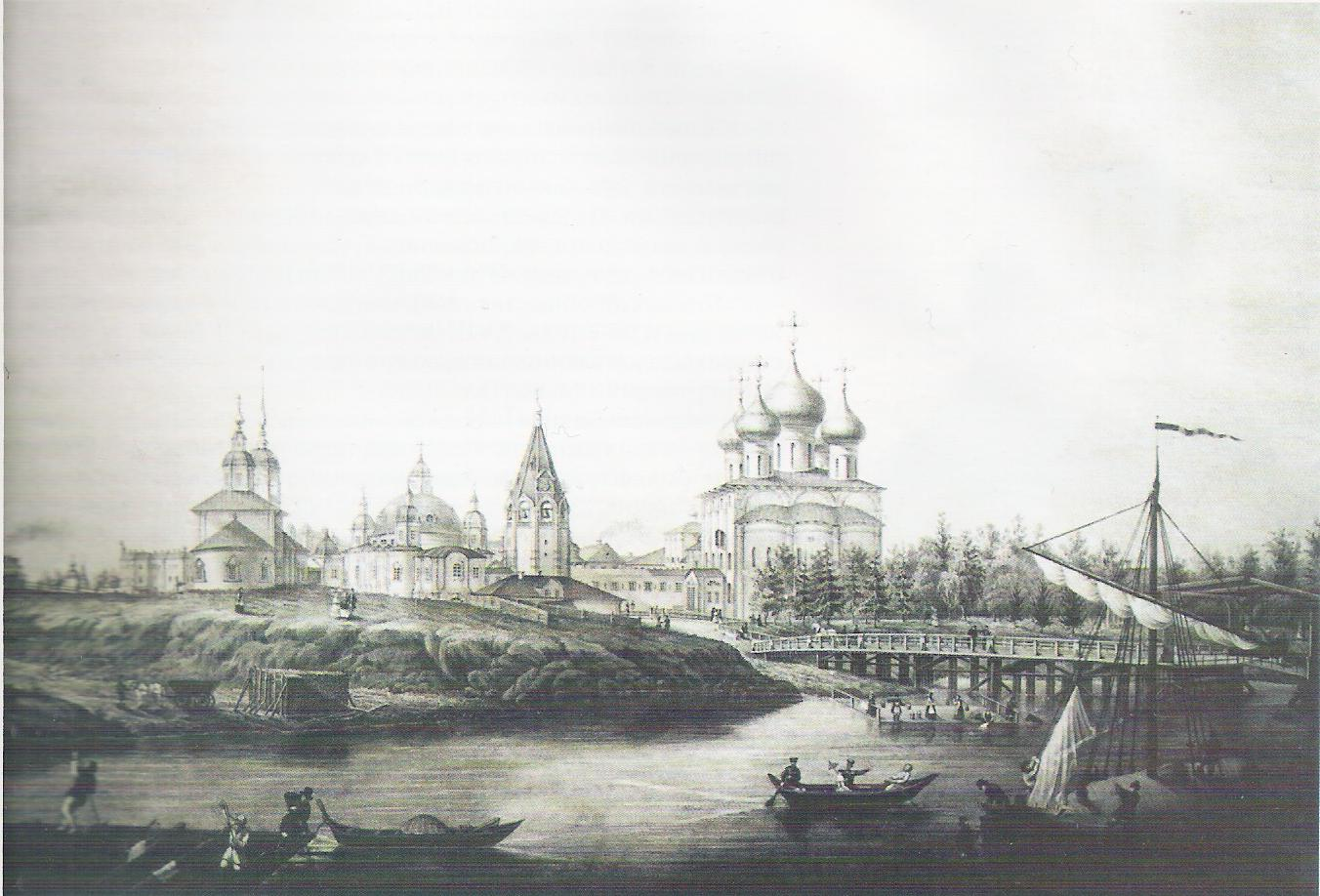
Cathédrale Sainte-Sophie sur une gravure de A. Skino d'après un dessin de A. Ouchakov, 1853 .
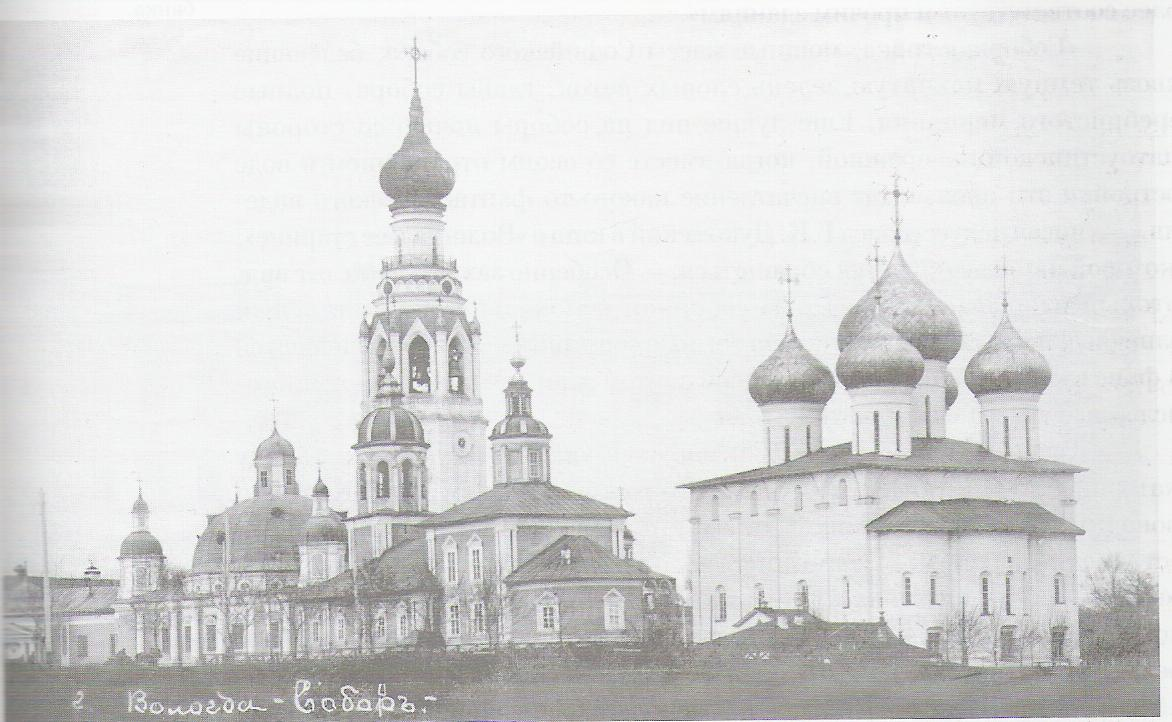
Carte-vue postale de la cathédrale au début du XXe siècle.
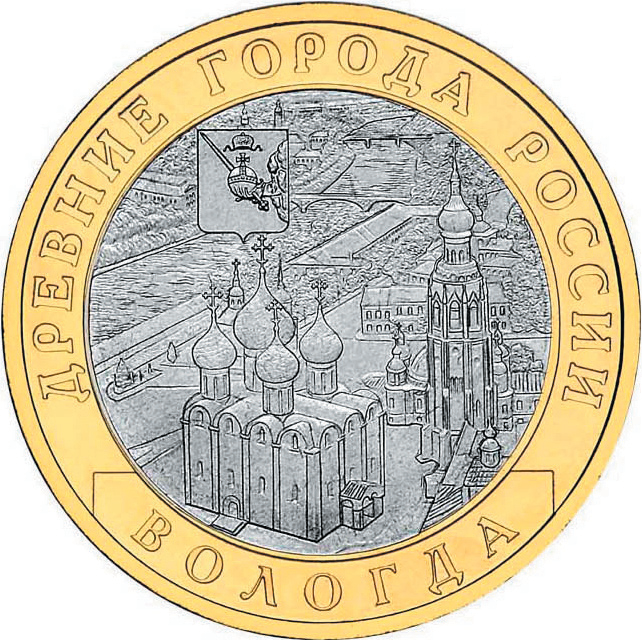
Pièce de monnaie de 10 roubles dans la série « Villes anciennes de Russie » représentant la cathédrale Sainte-Sophie de Vologda.

En 1639, le tsar Michel Ier offre à la cathédrale un lustre en cuivre d'un poids de 28 pouds et 30 livres. Durant plusieurs années, dans le port d'Arkhangelsk plusieurs autres lustres sont achetés qui proviennent de l'étranger.
Sous l'évêque Gabriel, en 1686-1688, un artel de peintres iconographes de Iaroslavl, dirigé par Dmitri Plekhanov réalise la peinture à fresque de l'édifice. Plusieurs nouvelles petites ouvertures de fenêtres sont percées dans les murs de l'abside et leurs embrasures sont peintes par le même artel.
En 1698 et en 1724, deux incendies dévastateurs endommagent la cathédrale. Après celui de 1724, une nouvelle iconostase à cinq niveaux est installée qui est toujours en place aujourd'hui.
Avant 1776, c'est-à-dire jusqu'à la construction de l'église chauffée de la cathédrale de la Résurrection, les services liturgiques avaient lieu toute l'année, hiver comme été à la cathédrale Sainte-Sophie.
Lors des restaurations importantes des années 1848-1851, à toutes les entrées a été ajoutée de la pierre pour former un narthex, les fenêtres sont élargies, le toit est peint de couleur verte. Dans les années 1860 une clôture est ajoutée autour de l'église.
La cathédrale est visitée plusieurs fois par les tsars : en 1724 par Pierre Ier le Grand, en 1824 par Alexandre Ier, en 1858 par Alexandre II.
À l'époque soviétique, en 1923, la cathédrale est fermée et sa propriété transmise au musée-réserve de l'État d'art et d'architecture de Vologda. Dans la cathédrale sont organisées des expositions illustrant la religion et l'athéisme. En 1929, un pendule de Foucault y est installé. Depuis 1935, elle est classée monument architectural d'importance fédérale.
En 1966-1968, l'Association des ateliers scientifiques de restauration, sous la direction de l'architecte Vladimir Banigue (1905-1973) a procédé a différentes restaurations pour redonner à l'édifice son aspect du XVIIe siècle : reconstruction des zakomars, installation d'un nouveau dôme, restauration des fenêtres étroites, démolition des narthex en pierre ajoutés aux entrées, restaurations des portails. À l'intérieur, sous la direction du restaurateur-architecte Nikolaï Pertsev, sont réalisés des travaux destinés à la fixation des fresques.
Entre 1999 et 2007, des travaux complets de restauration du complexe ont été menés. La cathédrale est maintenant gérée par le musée-réserve de l'État d'art et d'architecture de Vologda et est ouverte aux visiteurs l'été. Pour certaines fêtes religieuses les cérémonies religieuses ont lieu dans la cathédrale.
En juin 2007, le patriarche de toutes les Russies Alexis II de Moscou est venu célébrer un service religieux exceptionnel dans la cathédrale.

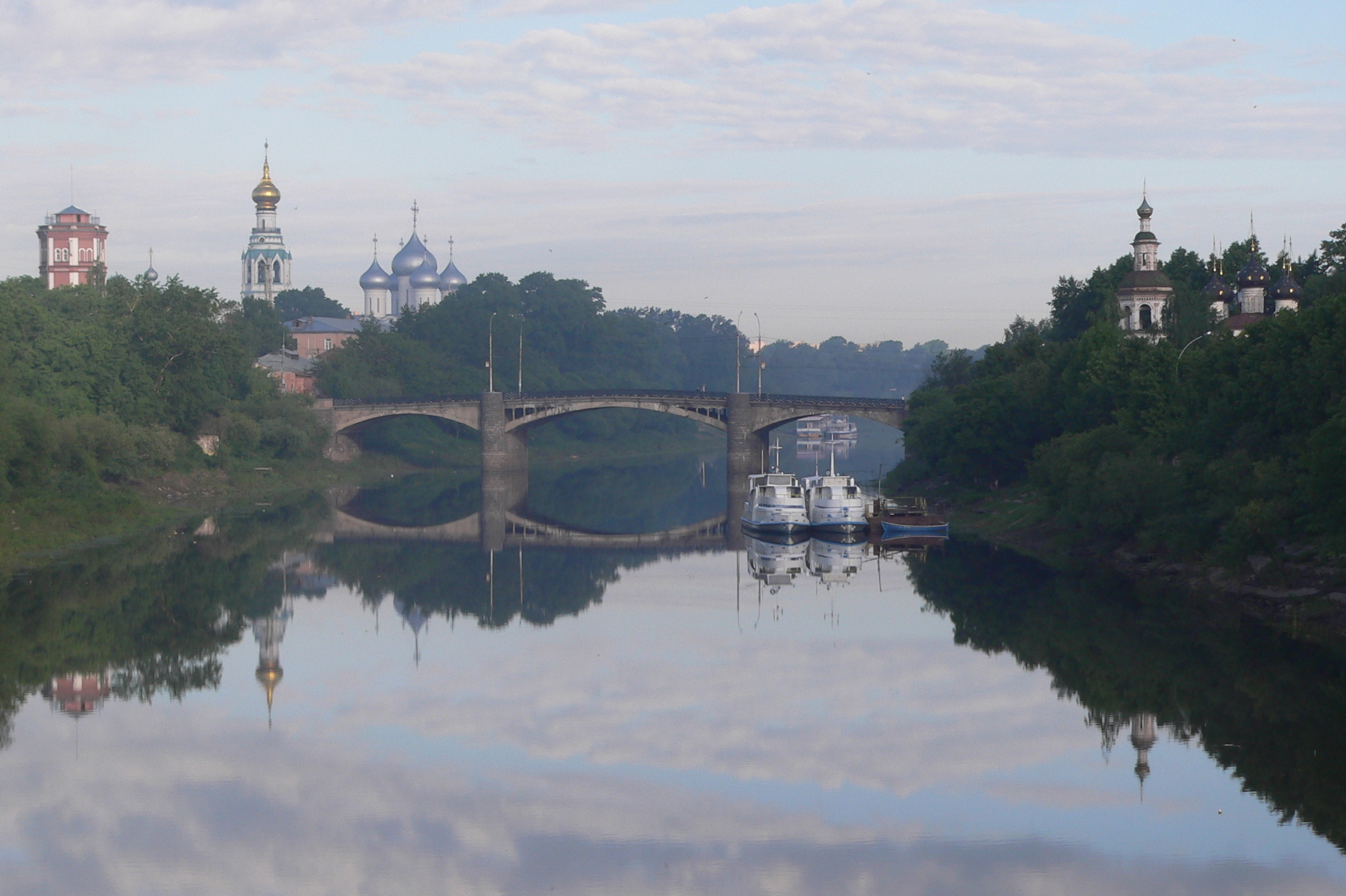
Vue de la cathédrale et du clocher depuis la rivière Vologda et le pont d'Octobre. Brume matinale.
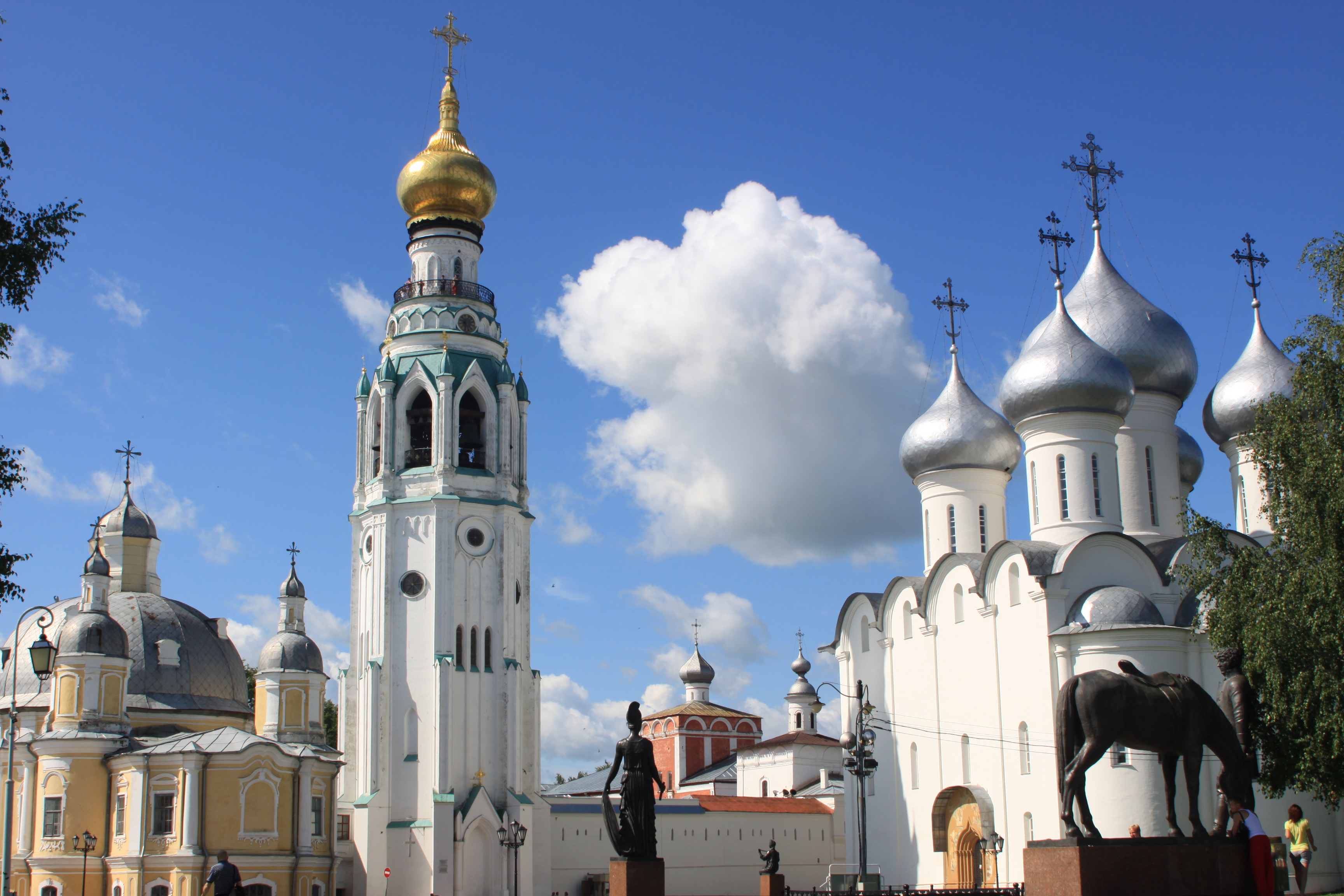
Place du kremlin de Vologda. De Gauche à droite : cathédrale de la Résurrection (Vologda), le clocher, la cour de l'archevêque, la cathédrale Sainte-Sophie.
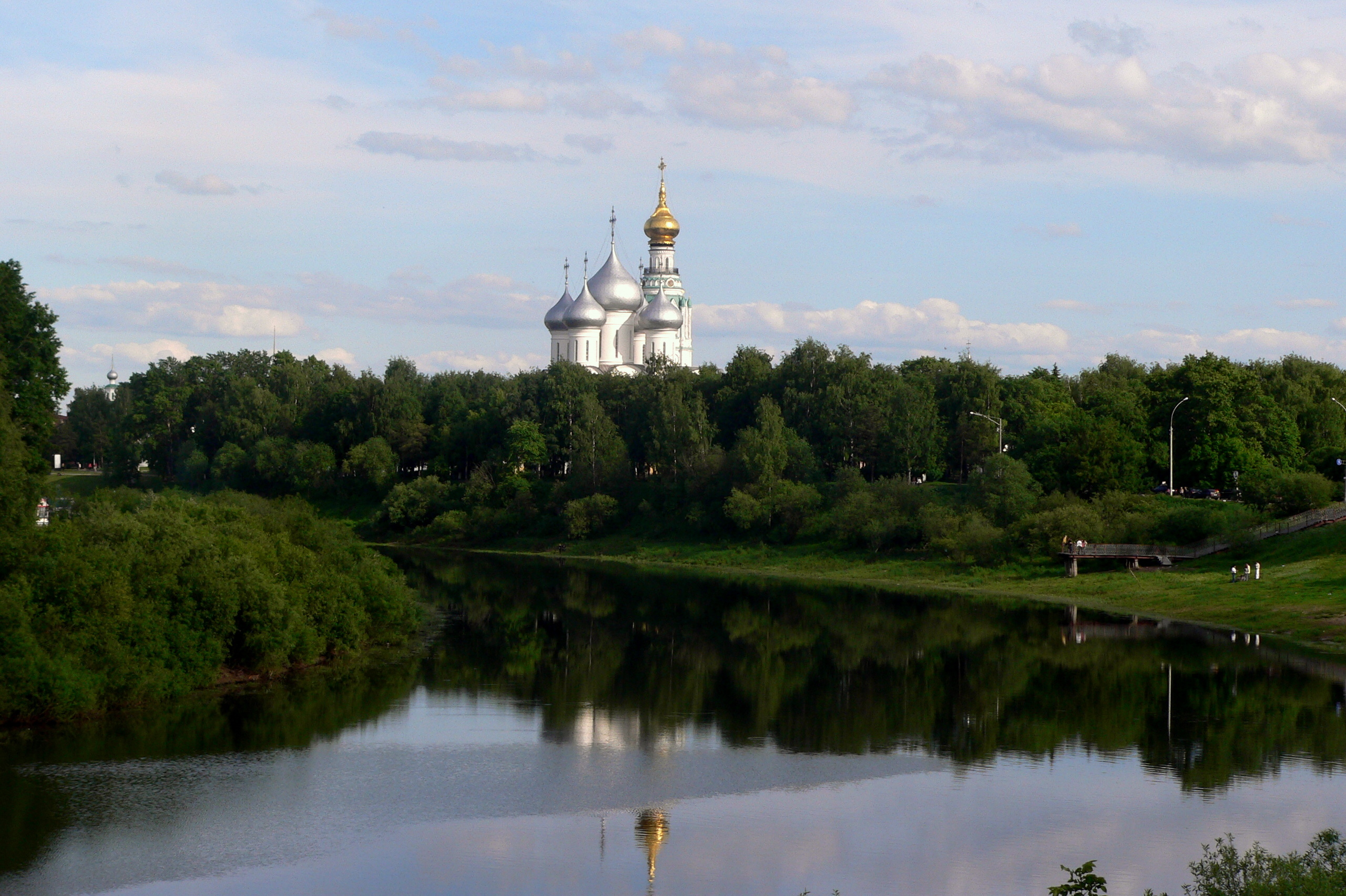
Vue de la cathédrale Sainte-Sophie sur les berges depuis la place Leniva.
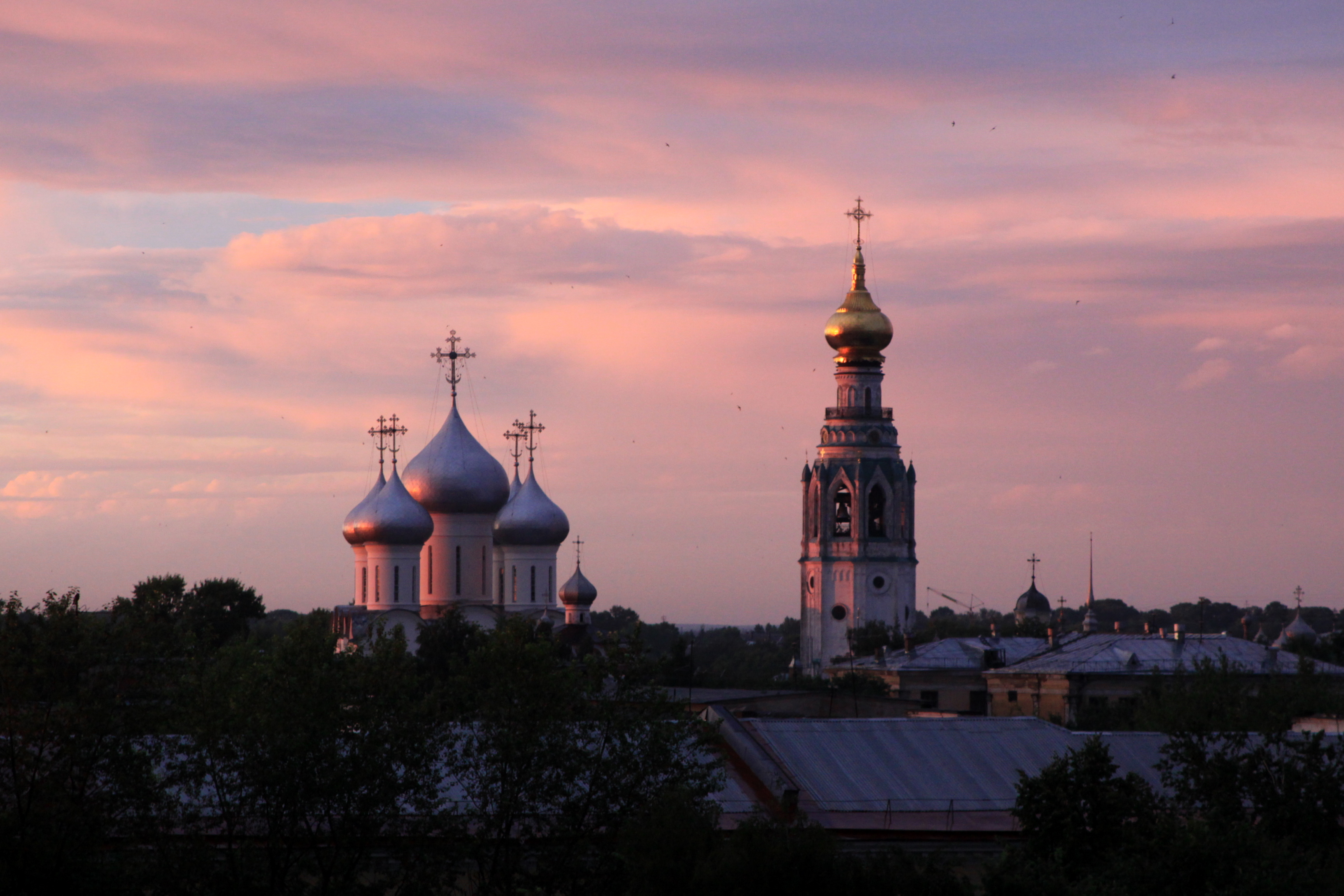
La cathédrale Sainte-Sophie et son clocher domine le centre de la ville de Vologda. Coucher de soleil.

## Consécration
Selon la chronique de 1716, établie par Ivan Slabodskoï, il était prévu, à l'origine, de dédier la cathédrale à la Dormition de la Vierge.
La cathédrale de la Dormition de Moscou a servi de modèle à la cathédrale de Sainte-Sophie de Vologda. Ceci à une époque où la symbolique de l'église et du gouvernement russe avait une importance toute particulière. Durant la seconde partie du XVe siècle et le premier tiers du XVIe siècle, la cathédrale de la Dormition de Moscou devient l'église de la métropole de l'Église russe orthodoxe. Moscou s'affirme comme nouveau centre religieux et conciliaire. C'est ainsi que le modèle de sa cathédrale se voit reproduit à Rostov Veliki, à Dmitrov, au couvent de Novodievitchi. Après le concile de Stoglavi (1551), une deuxième vague de construction suivant le modèle de la cathédrale de la Dormition de Moscou apparaît. Il faut rattacher à cette période la cathédrale de la Dormition de la laure de la Trinité-Saint-Serge (1559) et le début de la construction de la cathédrale Sainte-Sophie de Vologda.

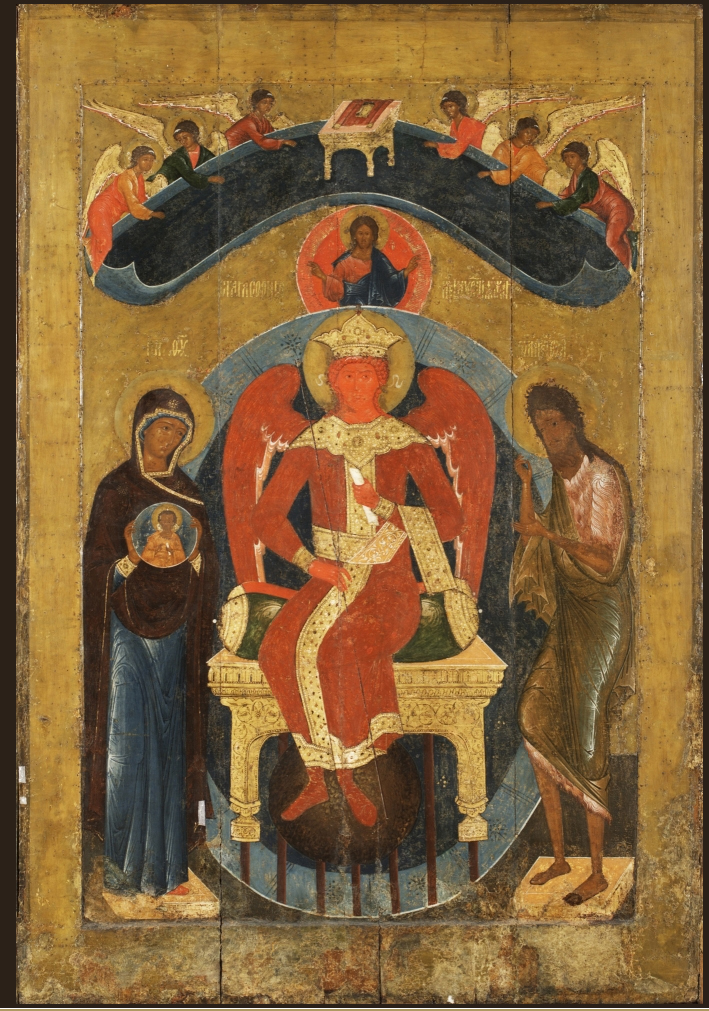
Sophie de la Sagesse divine, icône de la cathédrale (fragment), 1618, musée-réserve de l'État d'art et d'architecture de Vologda.

Il convient encore de signaler qu'à partir du XVIe siècle il existait déjà une église de la Dormition au monastère Gorne-Ouspenski) un des plus anciens édifices religieux de la ville de Vologda.
Après le départ impromptu d'Ivan le Terrible de Vologda en 1571, la cathédrale est restée longtemps sans avoir été consacrée. En 1587, toutefois une chapelle latérale dans la partie sud de l'édifice est consacrée à Jean le Baptiste. Une telle consécration à l'époque d'Ivan le Terrible n'est pas sans signification importante : un grand nombre d'édifices religieux ont vu le jour sous le règne d'Ivan le Terrible, soit sur son ordre, soit sur ordre de l'Église orthodoxe qui suit ses instructions. Il faut également rappeler qu'Ivan le Terrible souhaitait dédier la cathédrale à son saint patron et on peut supposer qu'en 1587, Fédor Ier a voulu honorer la mémoire de son père en organisant cette consécration de la chapelle.
Quant au maître-autel il est consacré en 1612, en l'honneur de Sainte-Sophie, soit la Sagesse divine. Sophie est la personnification de la philosophie chrétienne, elle représente la sagesse divine personnifiée.
La dédicace à Sophie est historique, elle vient d'une ancienne tradition qui a commencé à Byzance. Sophie apparaît dans de nombreuses villes (Sainte-Sophie à Constantinople, cathédrale Sainte-Sophie de Kiev, cathédrale Sainte-Sophie de Novgorod, basilique Sainte-Sophie de Sofia et d'autres encore).
Selon le théologien Georges Florovsky, le fait que la fête de la Dormition fût liée à la fête de Sophie, qui n'avait pas de fête propre dans l'orthodoxie, démontre que les deux fêtes sont proches l'une de l'autre quant à leur compréhension.

## Architecture

### Conception
En architecture, le règne d'Ivan le Terrible est marqué par un renforcement de l'absolutisme qui se traduit par un retour aux formes sévères de la fin du XVe siècle. La cathédrale Sainte-Sophie symbolise cet archaïsme délibéré.
Le plan de la cathédrale est rectangulaire; elle est construite sur base de six piliers et est dominée par cinq coupoles. Les dimensions sont les suivantes : 38,5 mètres de longueur sur 25,6 mètres de largeur. Sa hauteur est de 59 mètres. Les matériaux sont des pierres et des briques. Son modèle est la cathédrale de la Dormition de Moscou.

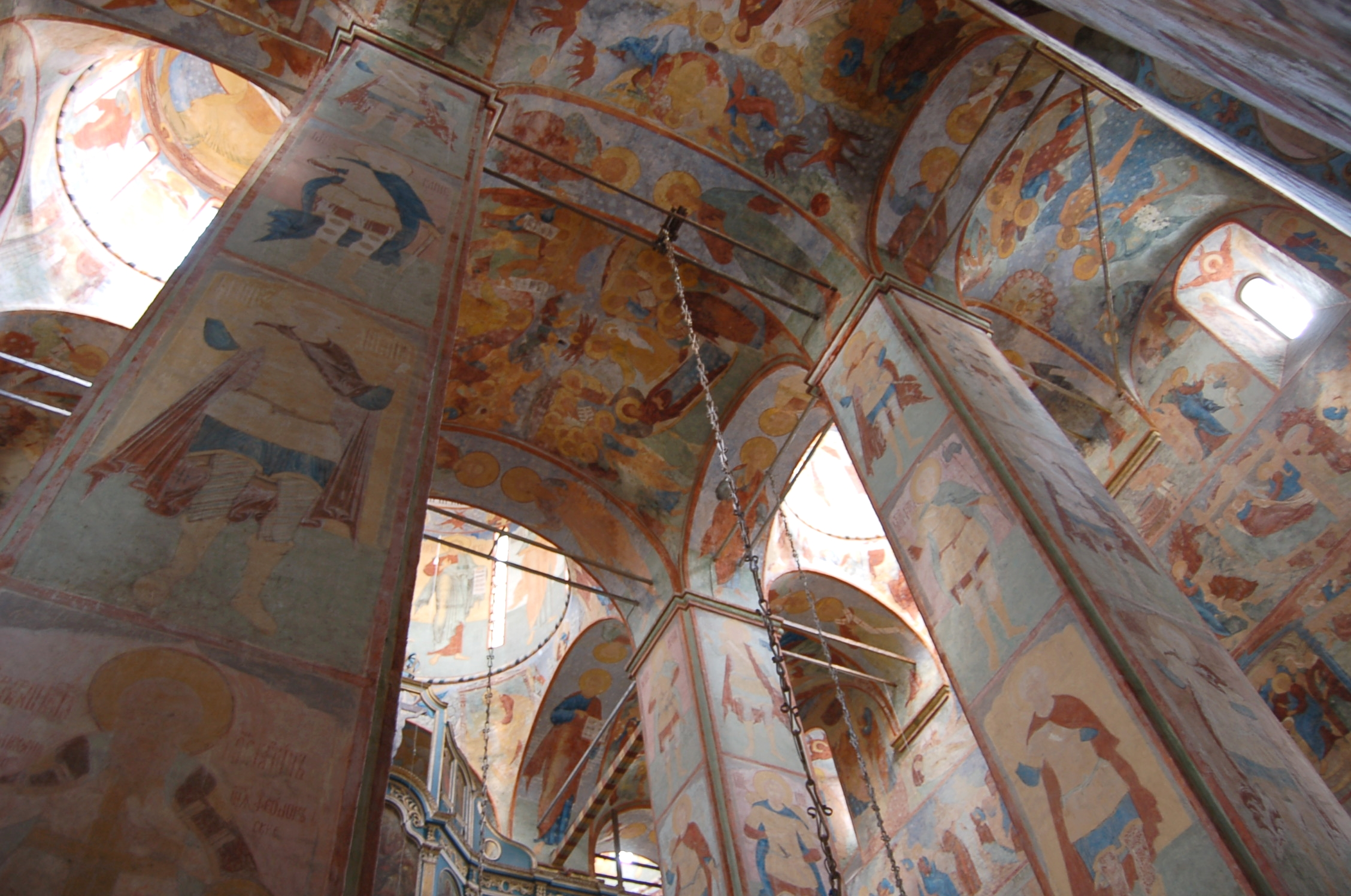
Cathédrale de Sainte-Sophie, intérieur, à Vologda.

### Espace intérieur
L'espace intérieur de la cathédrale est divisé en trois nefs par des piliers. Il est éclairé par deux rangées de fenêtres étroites. Ces fenêtres ont pratiquement toutes la même largeur. Mais au niveau inférieur elles sont plus hautes, tandis qu'au niveau supérieur elles sont plus petites. Elles sont placées au somment et au centre de chaque zakomar. Placées si haut elles forment des puits de lumière grâce à la lumière du zénith qui les traversent. La partie supérieure est éclairée ainsi à l'intérieur par de la lumière venant de plus haut que celle de la partie basse.

### Entrées, décor intérieur des murs, revêtements
Des portails ouvrent l'accès à la cathédrale au nord-ouest et au sud-est, tandis qu'au sud-ouest c'est un grand porche à arc double en pierre. Les portails sont constitués de chapiteaux et d'archivoltes. Des lésènes séparent les quatre segments différents des façades du plan d'une église à croix inscrite.
Le socle de l'église est de forme simple composé de deux redents dans la partie inférieure. Des pilastres séparent les absides qui sont surmontées de zakomars.
La couverture en forme de zakomars sont caractéristiques des systèmes russes de constructions de coupole en forme de croix. La cathédrale est recouverte de voûtes croisées. Cinq tambours surmontés de dômes dominent l'ensemble. La forme des dômes diffère suivant les époques. À l'origine, leur forme est plus proche du casque recouvert d'écailles. Plus tardivement l'historien Sergueï Zagraevski démontre que les dômes en forme d'oignons tels que ceux de Sainte-Sophie ont été répandues depuis l'époque de la Rus' pré-mongole jusqu'au milieu du XVIIe siècle. Les croix ont été ajoutées à la fin du XVIIe siècle selon un modèle venant de Moscou. Au centre de la croix est représentée la Crucifixion. Aux trois extrémités sont écrits les mots: « Roi de Gloire » (sur la partie verticale), et « iiС ХС » (sur les parties horizontales).
L'intérieur paraît fort exigu comparé à celui de la Dormition de Moscou. Les voûtes et les murs sont entièrement recouverts de fresques au XVIIe siècle. Elles sont placées par rangées.
Cette richesse monumentale de l'intérieur contraste avec la sobriété extérieure.

### L'extérieur de la cathédrale
Les proportions de l'édifice sont parfaites et répondent à une stricte logique architecturale et ornementale. Les formes héritées de son modèle, la Dormition de Moscou, sont fort simplifiées. Pas de frise ni de corniches. Pas de richesse décorative. Les cinq coupoles donnent à l'édifice une impression de stabilité et d'équilibre.

### La cathédrale Sainte-Sophie et les traditions architecturales desXVesiècleetXVIesiècle
Le prototype architectural de la cathédrale Sainte-Sophie est la cathédrale de la Dormition de Moscou (1475-1479) au Kremlin de Moscou. Le modèle de l'ensemble de la composition et de nombreux détails proviennent des églises à cinq coupoles de la première moitié et du milieu du XVIe siècle.
« La cathédrale Sainte-Sophie est un bel exemple d'édifice religieux de type cubique.... On peut sans doute en attribuer sa création à l'architecte italien Aristotile Fioravanti. »
La similitude des deux édifices, Sainte-Sophie et la Dormition de Moscou, apparaît notamment dans la structure à six piliers. Toutefois la décoration extérieure de la cathédrale Sainte-Sophie est plus proche des églises de Novgorod : on y trouve pas d'arcatures, ni sur les façades, ni sur les tambours qui apparaissent sur la façade de la cathédrale de la Dormition de Moscou.
Le plan de la cathédrale Sainte-Sophie diffère toutefois de celui de la cathédrale de la Dormition de Moscou. La distance égale entre les piliers soutenant les coupoles de la Dormition permet de constituer un plan carré composé de douze carrés identiques. À Vologda, le plan de la nef est plus long que les côtés et forme un rectangle. Trois absides à Vologda, cinq à Moscou. Le plan de la cathédrale Sainte-Sophie est plus proche sur ce plan des édifices tels que : la Cathédrale de la Dormition (Rostov) (1508-1512), la cathédrale de la Transfiguration au monastère de Khoutyne (1515). C'est le plan traditionnel de l'église à six piliers et cinq dômes au  XVIe siècle.
Les proportions de la cathédrale Sainte-Sophie sont parfaites et répondent à la logique ornementale et architectonique de son modèle de Moscou remarque l'historienne d'art Véra Traimond. Mais ses formes sont simplifiées : pas de richesse décorative, pas de frises, pas de corniches. Les cinq coupoles sont placées de façon harmonieuse et dégagent une impression de stabilité, d'équilibre et d'unité. La sobriété du décor extérieur contraste avec les fresques hautes en couleur qui décorent l'intérieur.

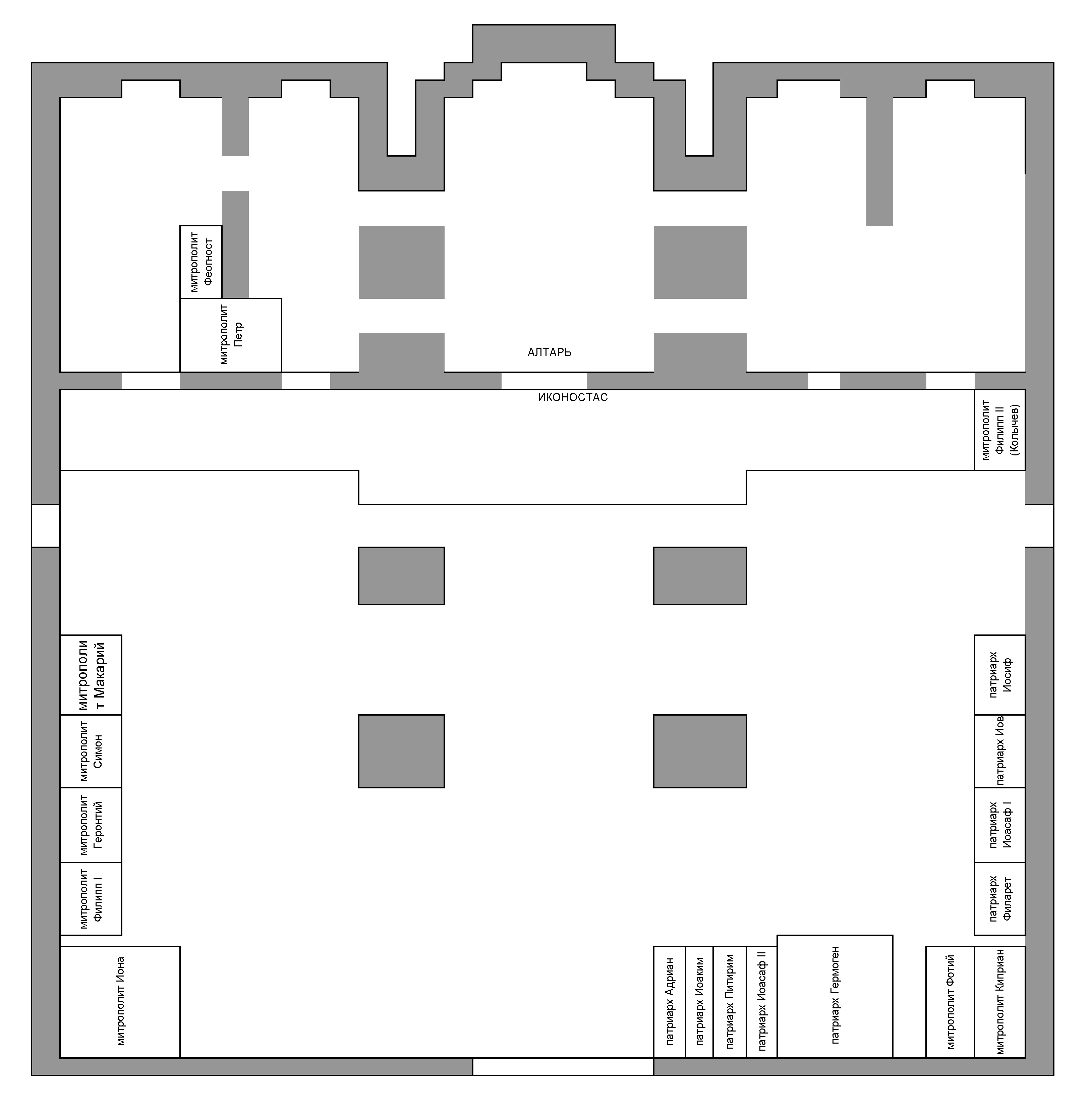
Plan carré et ses 5 absides et six piliers de la cathédrale de la Dormition de Moscou
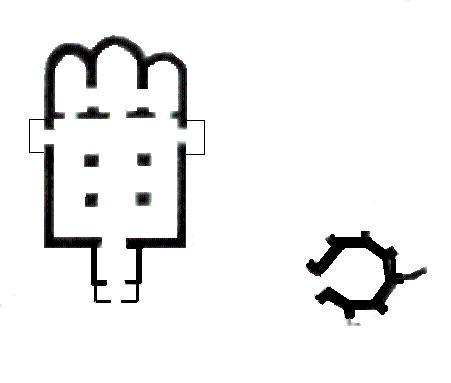
Plan de Sainte-Sophie à Vologda : trois absides et 6 piliers

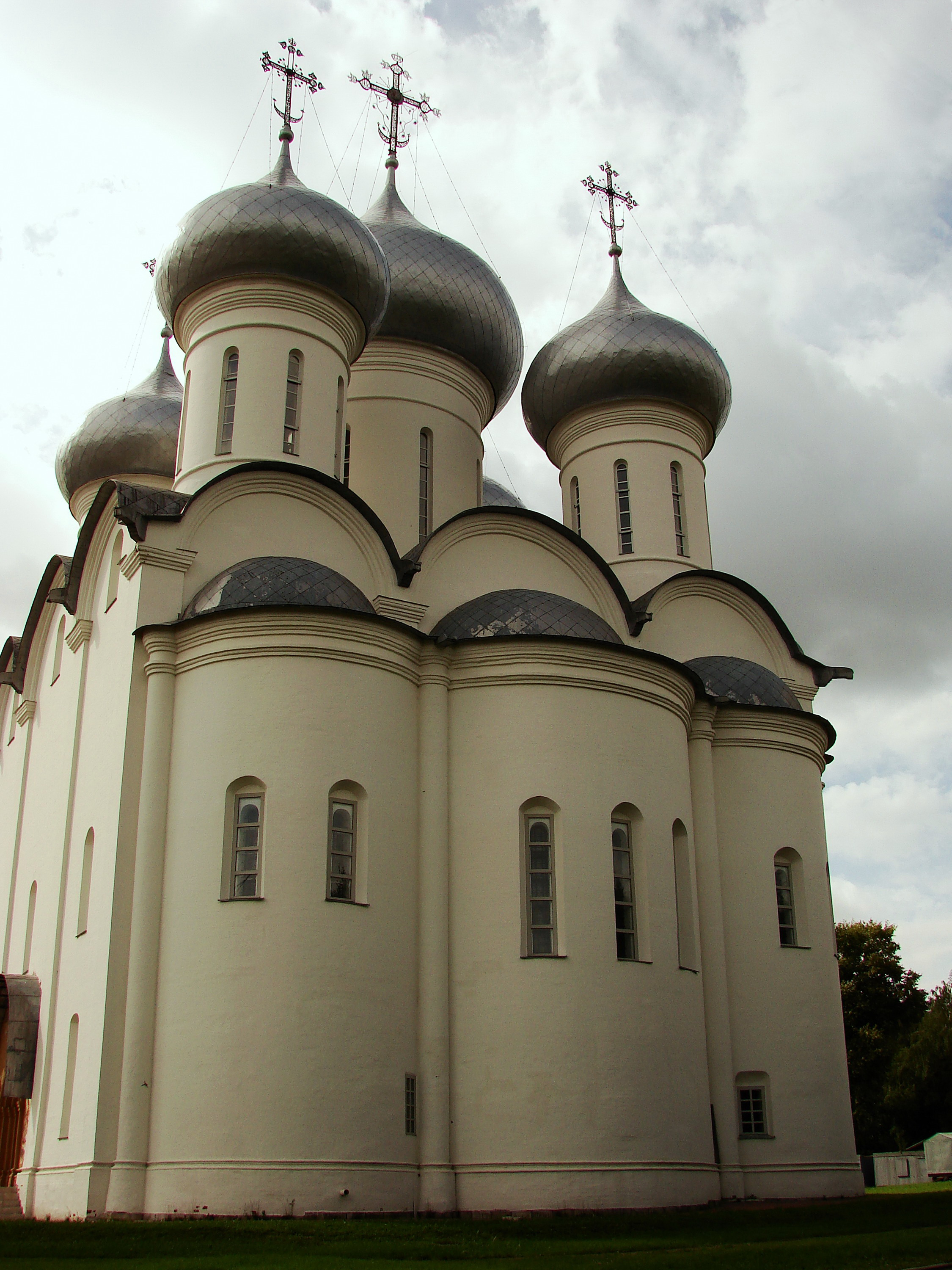
Absides du mur est.
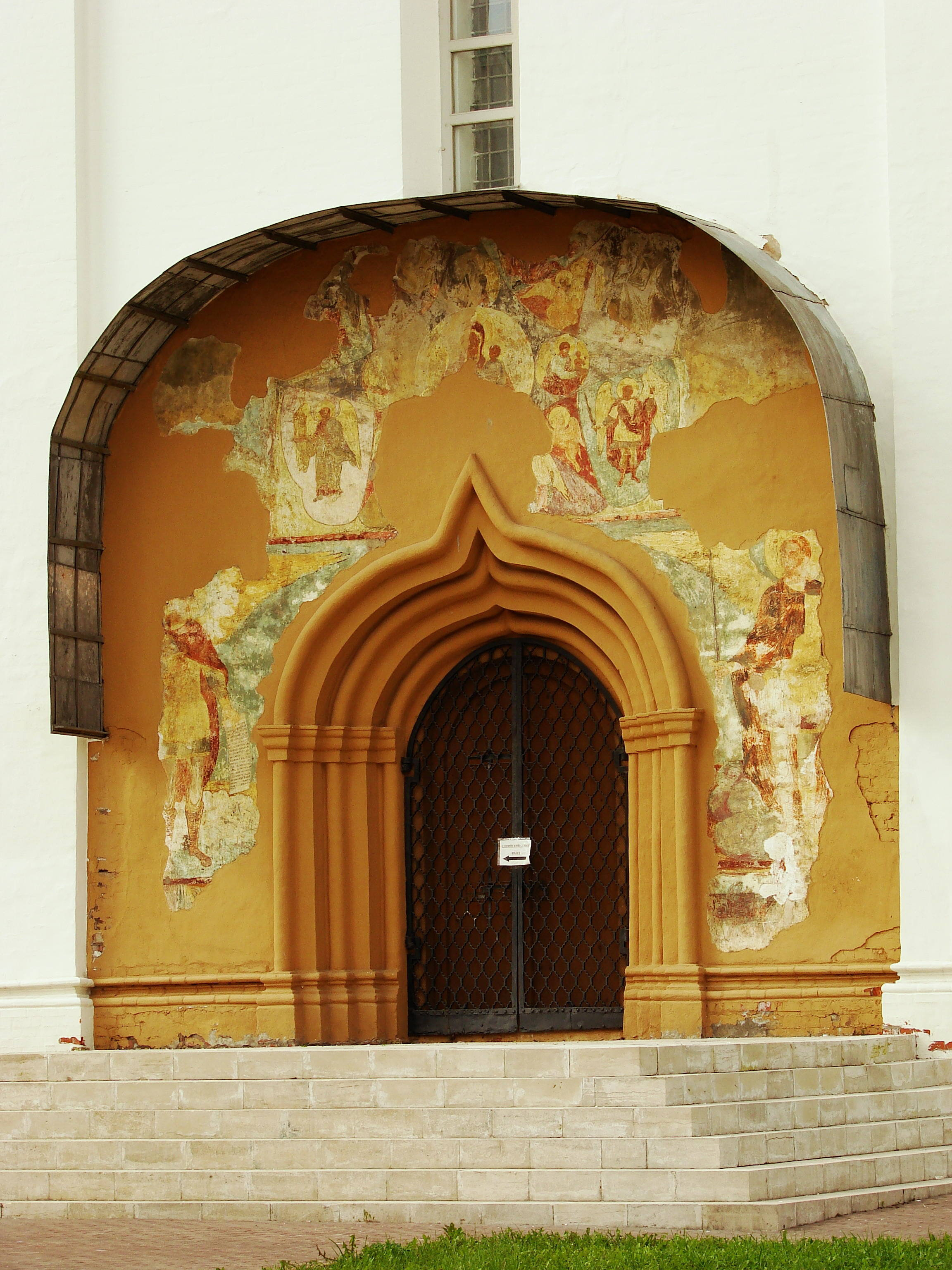
Portail sud avec ses fresques.
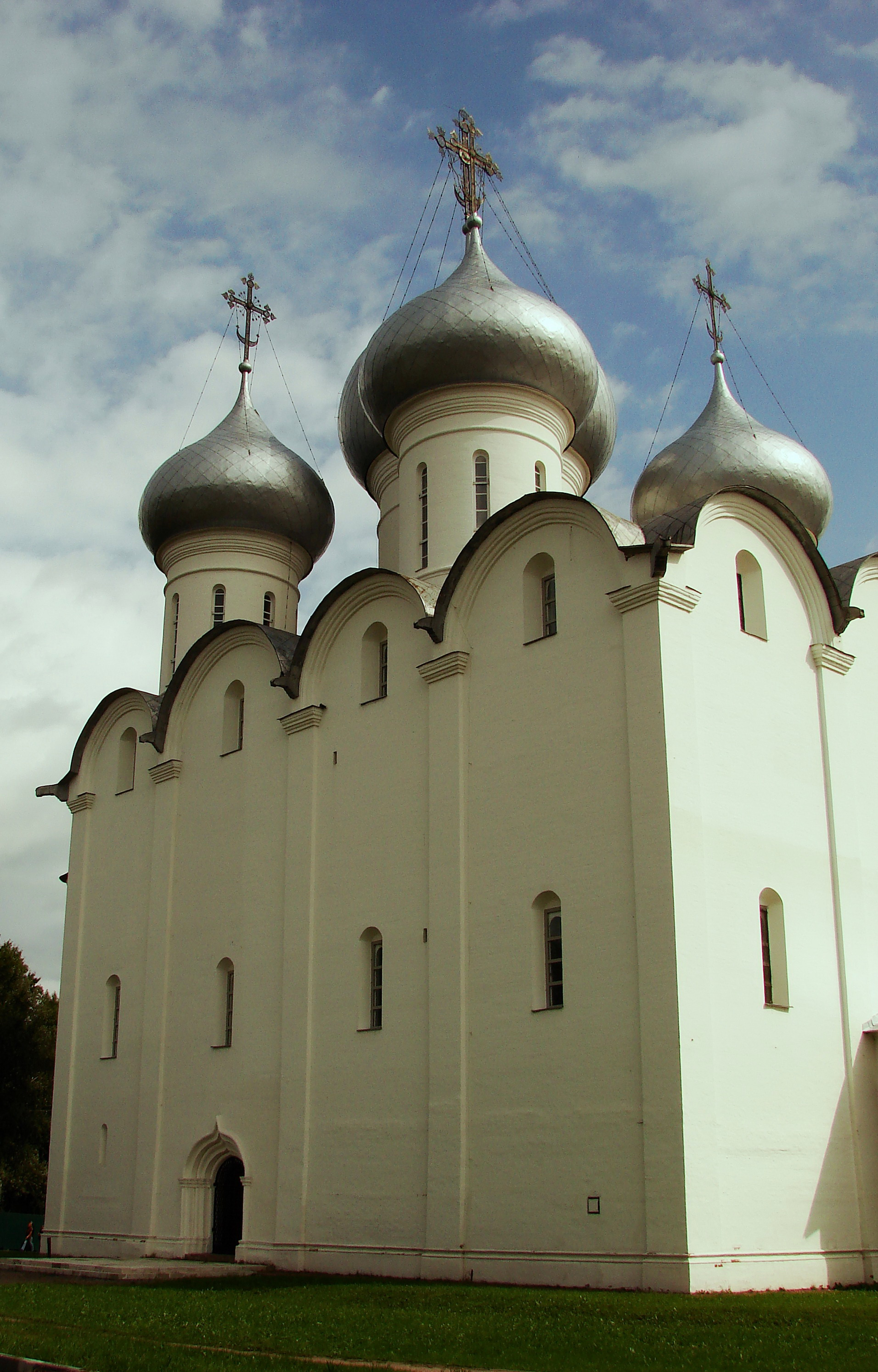
Mur nord et portail.

## Peintures murales

### Histoire
La cathédrale de Sainte-Sophie est la première de Vologda à avoir été décorée de fresques. C'est un artel de Iaroslavl qui commença la décoration le 20 juillet 1686, sous la direction du peintre Dmitri Plekhanov (1642-1710) comme le renseignent les chroniques de la cathédrale et le livre de l'archevêché. Le prix de ces travaux de Plekhanov est même renseigné.

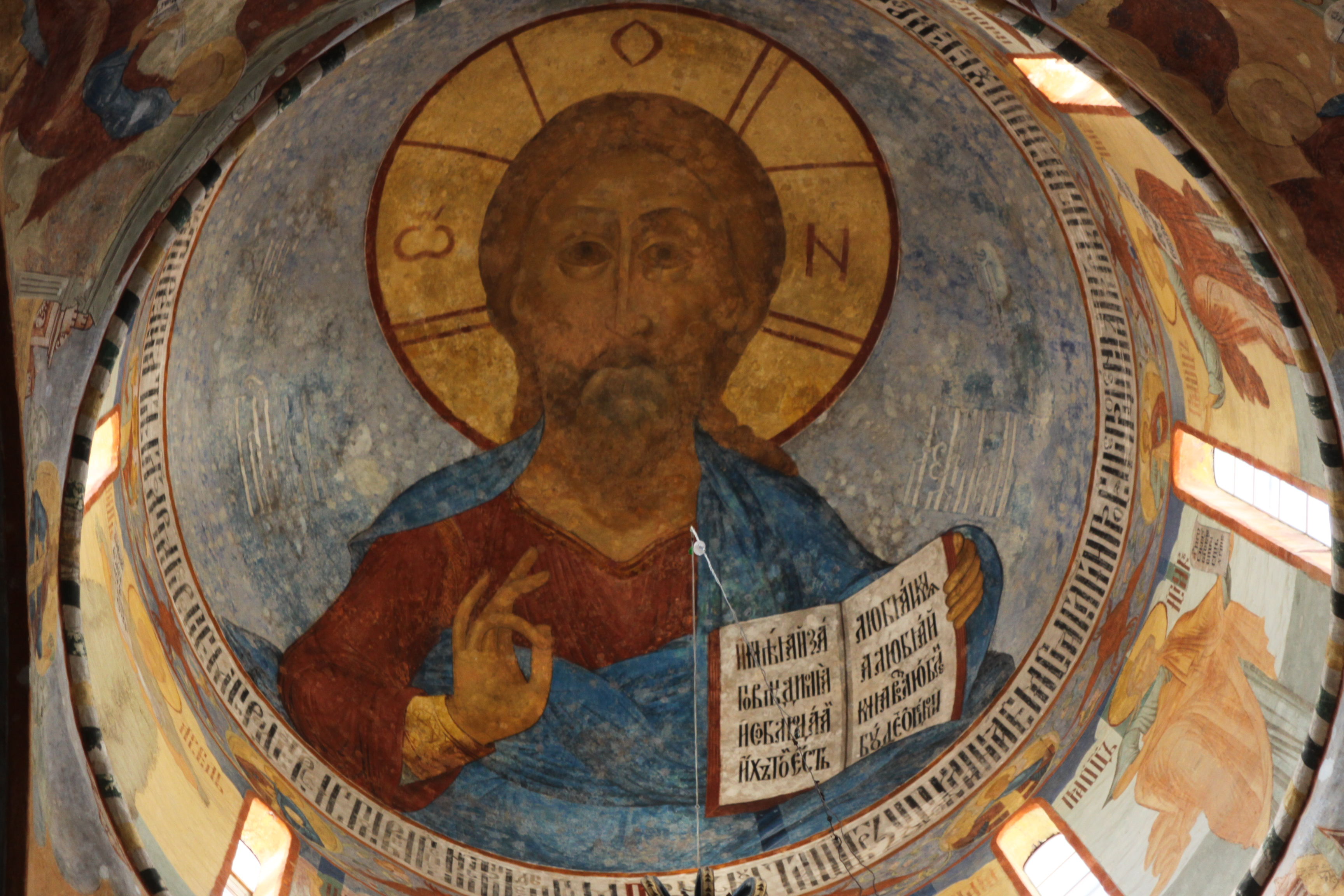
Christ pantocrator peint sur la coupole.

Dmitri Plekhanov vient de Pereslavl-Zalesski. Avant Vologda, il a participé aux travaux de peinture de l'église de la Trinité de Nikitniki(1635), église de Saint-Gregori de Neocésari (ru) (1667-1669), cathédrale de la Dormition de la Laure de la Trinité-Saint-Serge (1684), les églises du Kremlin de Rostov, Église Saint-Théodore de Iaroslavl (1715) et d'autres encore
.
La réalisation des fresques a duré deux ans. La surface couverte représente cinq mille mètres carrés. Le travail a été réparti entre les membres de l'artel suivant leur spécialité. Avant d'appliquer la peinture il faut appliquer des couches de gesso sur les murs. Le maître le plus ancien ou le plus expérimenté crée le dessin initial et le transcrit sur le plâtre humide des murs. Les autres artisans de l'artel ajoutent les dessins en partant d'un modèle. Les spécialistes des icônes réalisent les vêtements, les plantes et les décorations stylisées, les visages sont réalisés par un spécialiste. Ces techniques correspondent à celles qui étaient utilisées à cette époque dans la peinture monumentale russe : travail à tempera sur la base appliquée de gesso.
Les travaux de la cathédrale ont été terminés le 9 juillet 1688 par l'achèvement du portail de l'aile ouest. Les peintures réalisées ultérieurement ont été restaurées à plusieurs reprises. Ainsi, en 1852, une restauration importante a été réalisée : presque toutes les fresques ont été repeintes, et les endroits où il n'y en avait pas ont été complétés. C'est un artel de Iaroslavl qui a réalisé les travaux. Les coloris ont été modifiés et les fresques ont perdu leur modélisation caractéristique des ombres et des lumières.
La restauration de 1963 a permis de débarrasser les peintures de ces malheureuses restaurations tardives.

### Le programme de la peinture et ses particularités
La technique de peinture de la cathédrale Sainte-Sophie est similaire à celle des autres églises du XVIIe siècle peintes à fresque par des peintres de Iaroslavl. Les thèmes sont le plus souvent liés au nom de Jésus. Les peintures du dôme sont dans la pure tradition byzantine et orthodoxe. Le mur occidental est, quant à lui, entièrement consacré au Jugement dernier, ceux au nord et au sud sont divisés en zones horizontales et décorés de scènes des évangiles. Sur les colonnes sont représentées des scènes de martyre et des représentations de princes en prière.
Dans l'œuvre des maîtres de Sainte-Sophie on retrouve les caractères de la peinture traditionnelle mais auxquels s'ajoutent les développements de principes esthétiques d'avant-garde. Les sujets choisis sont proches de la vie de cette époque. Des vallées, des lacs, des bosquets composent le paysage. Dans le ciel apparaissent des nuages dont certains ont des reflets roses. Des maisons et des murs d'enceintes sont dispersés dans le décor ainsi créé. Des représentations du bétail (vaches, chevaux, porcs...) peuplent les prairies. Les traits des visages, de la peau, prennent des colorations émotionnelles.

### Peinture de la partie centrale de l'édifice
L'iconographie du cube architectural situé au cœur de l'édifice suit celle de la Cathédrale de la Dormition de Moscou et de la cathédrale de la Dormition de la laure de la Trinité-Saint-Serge. La coupole centrale présente le Christ Pantocrator et les coupoles des côtés Jean le Baptiste, Notre-Dame orante, Jésus-Christ Emmanuel. Sur les murs des tambours sont représentés les Patriarches, sur les arcs, les apôtres. Les voûtes sont couvertes de fresques représentant les fêtes : la Nativité du Christ, la Chandeleur, L'Épiphanie, L'Ascension, la Dormition, l'Annonciation, la Nativité de la Vierge et la Transfiguration.
Sur les colonnes sont représentés sur quatre niveaux : des martyres, des soldats, des rois et des princes en prière.
Sur le mur ouest est représenté le Jugement dernier. Dans les registres supérieurs des murs sud et nord ce sont des sujets tirés des évangiles qui occupent deux rangées. Ceci est caractéristique de la peinture des cathédrales et des monastères aux XVIIe siècle et XVIIIe siècle. Plus bas les sujets concernent la vie sur terre de Marie (mère de Jésus) et l'illustration des textes de l'Acathiste.
Toutes les scènes comprennent plusieurs personnages. La représentation de Marie et du Christ ne se distinguent pas beaucoup et ce n'est parfois qu'une nimbe qui différencie leurs personnage. Les visages et les vêtements sont discrets, délimités par des traits foncés. La palette des couleurs est principalement composée de jaune, d'or, de bleu, de bleu clair, de gris, de brun-rouge et de vert.
Dans les registres inférieurs on trouve des représentations de « conciles œcuméniques ». Plus bas encore le « Saint-Suaire », imitant un tissu brodé.

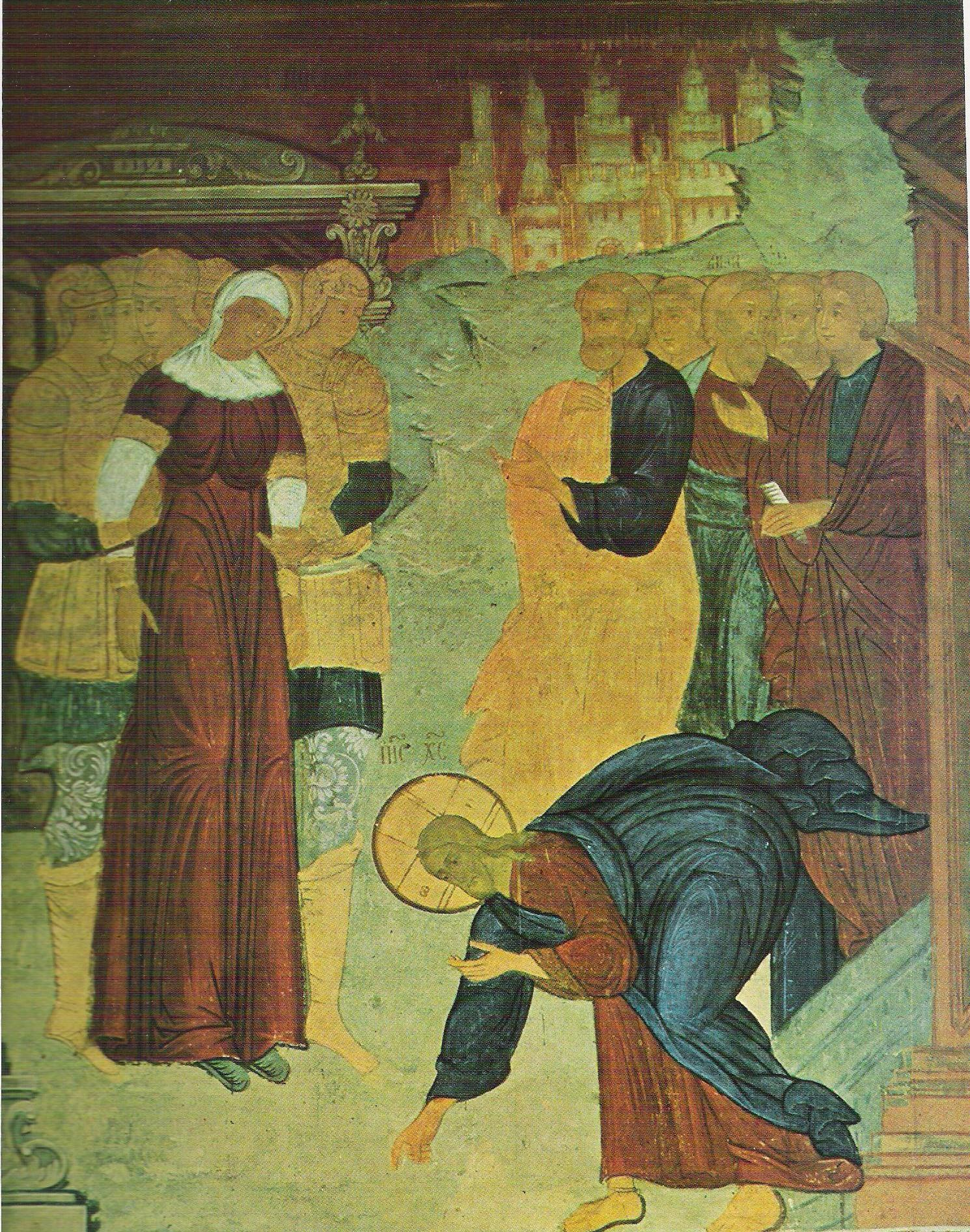
Jésus et la femme adultère. Fragment de la peinture du mur nord.
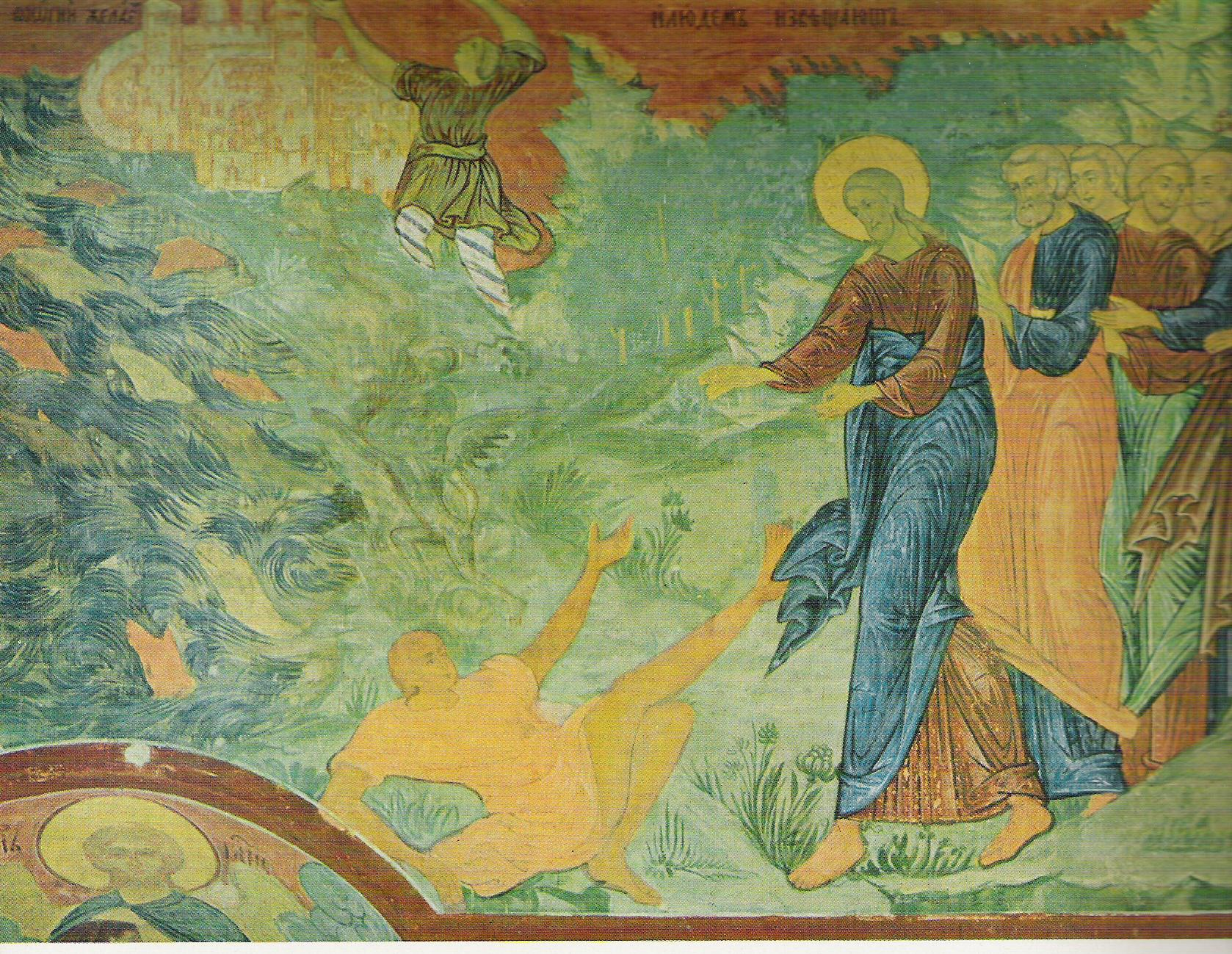
Guérison d'un possédé. Fragment de la peinture du mur nord.
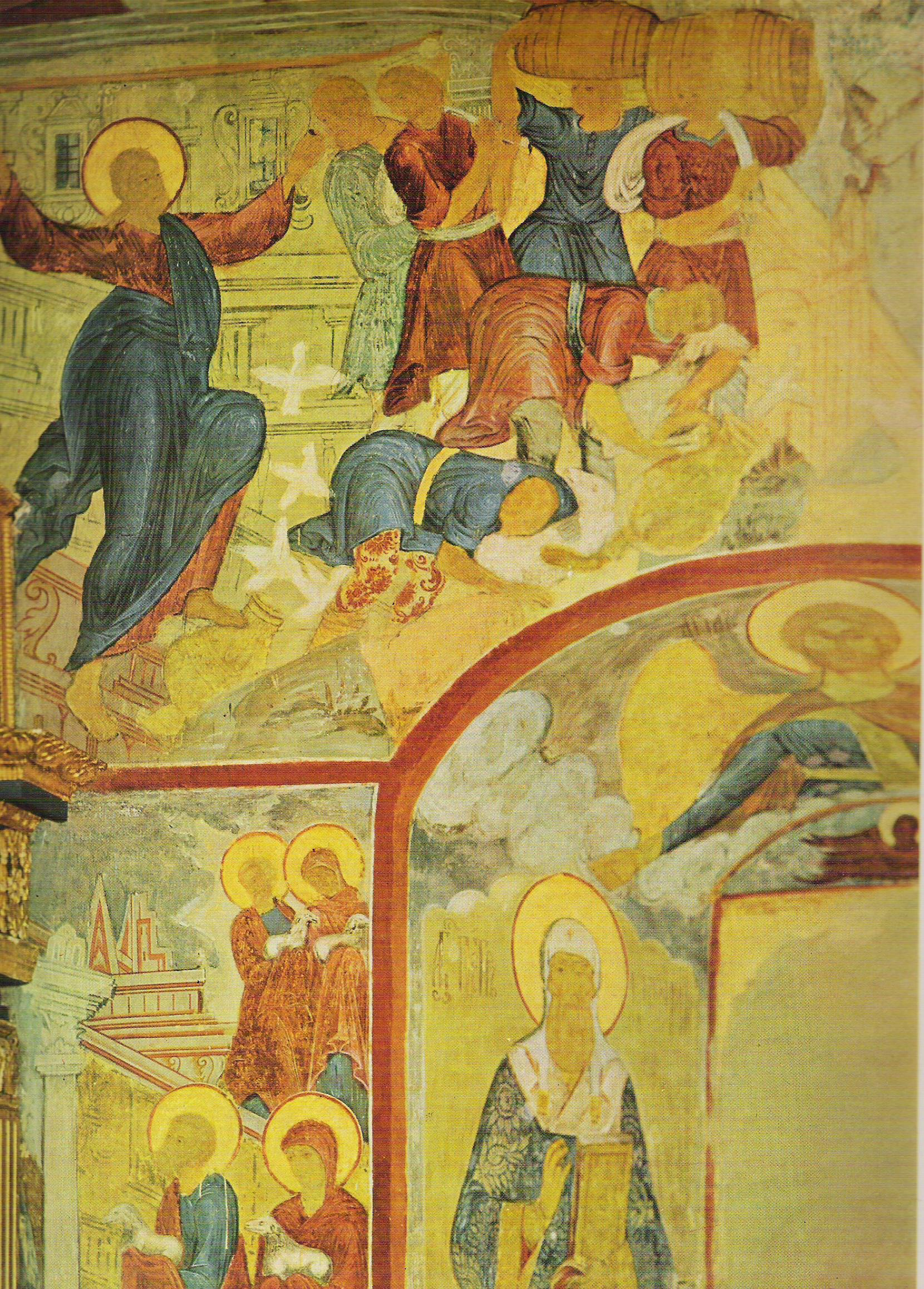
Expulsion des marchands du temple. Fragment de la peinture du mur sud.
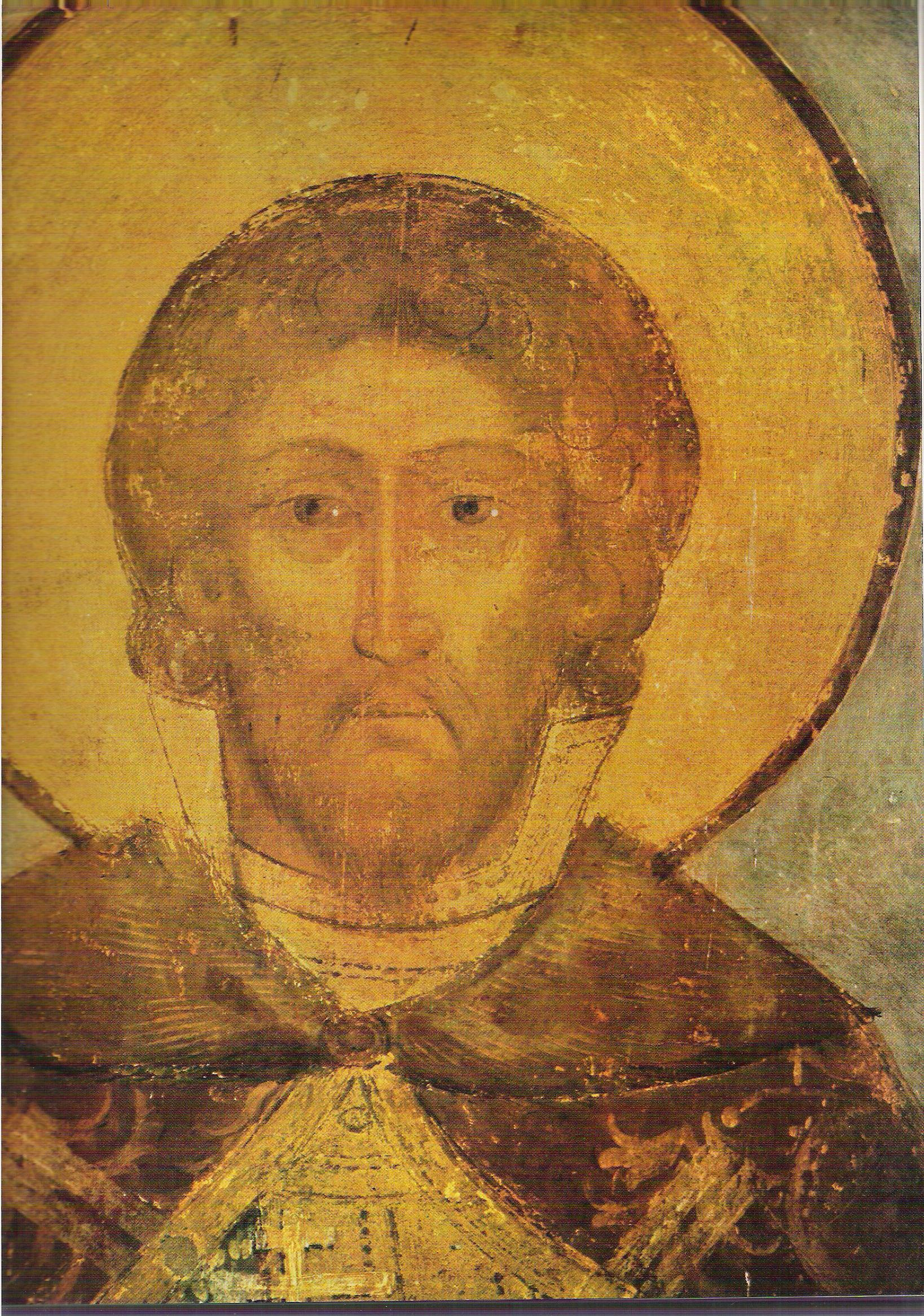
Michel III de Vladimir. Fragment de peinture d'une colonne.

### Peinture des entrées et portails
Sur le portail sud sont représentés deux anges et une composition sur le Buisson ardent ainsi que plus haut la Sainte-Trinité. Sur la voute de l'aile ouest un sujet rarement traité : « L'arbre des apôtres ».

### Peintures des emplacements des autels
Derrière l'autel est représentée la fresque « Sainte-Sophie de la Sagesse de Dieu » dans une composition proche de la peinture de Novgorod. L'étude de celle-ci donne lieu à de nombreuses interprétations complexes. Elle se présente comme une déisis à plusieurs personnages. Dans sa partie centrale, sur le trône (à la place du Christ) est assise, dans une dalmatique de tsar, une figure d'androgyne aux ailes d'anges, la tête surmontée d'une couronne et entourée d'une nimbe.
Cette figure est liée à une interprétation complexe de Sophie dans le sens du mot "Sagesse philosophique", de la raison (autrement dit du Verbe en religion) avant de devenir chair (par l'Incarnation).
Bien qu'elle soit proche des versions des icônes de Novgorod sur ce sujet elle présente malgré tout des différences sensibles. À côté de l'ange assis sur le trône sont présents Jean le Baptiste et l'Apôtre Jean (alors que dans la version de Novgorod se sont Jean le Baptiste et la Vierge Marie). Au-dessus de Sophie sont représentées les figures du Christ, de Dieu le Père et du Saint-Esprit sous forme de colombe.
« Cette composition montre clairement comment le peintre Dmitri Plekhanov, en utilisant les catégories morales et philosophiques de son temps, crée dans sa peinture à la cathédrale Sainte-Sophie, un modèle d'harmonie idéale du monde dans laquelle le sort de chaque homme dépend de son niveau de compréhension des idéaux de bonté et de justice en partant de sa simple bonne volonté. »
La fresque de l'autel représente aussi le thème de l'acathiste de la Mère de Dieu. Pour le demi-dôme de l'abside de l'autel le sujet est l'hymne : « De Toi réjouis-toi ». Pour l'abside de l'autel c'est une composition de la « Cène ».
Dans le jertvennik de la cathédrale sont représentés les derniers jours de la vie de Christ (Passion du Christ). La fresque est reliée au thème de la prière : « Je vous salue Marie ».
Dans le diakonik le thème est un cycle de la vie de Jean le Baptiste et des saints de Vologda.

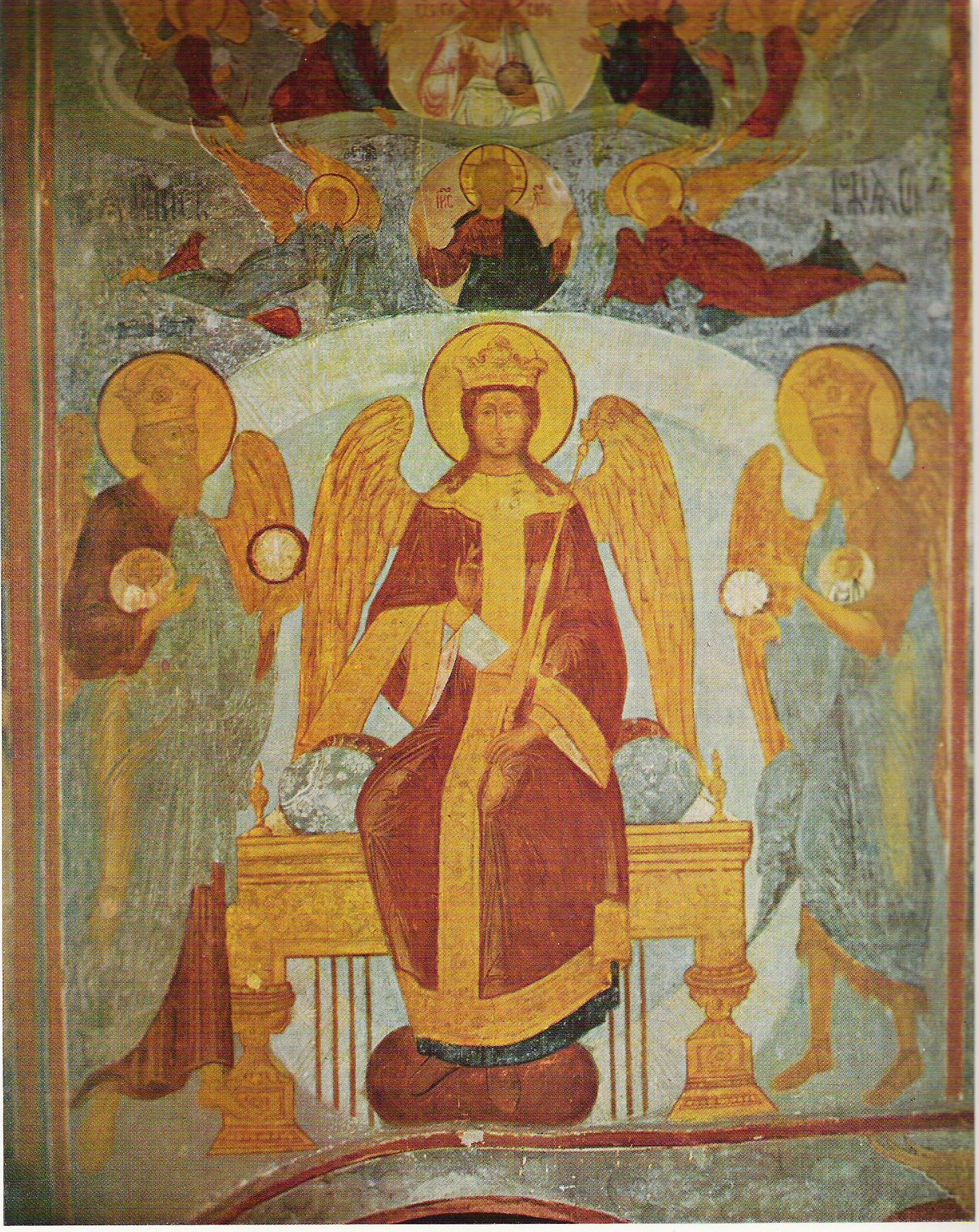
Fragment de la fresque de l'autel : Sophie de la Sagesse divine.
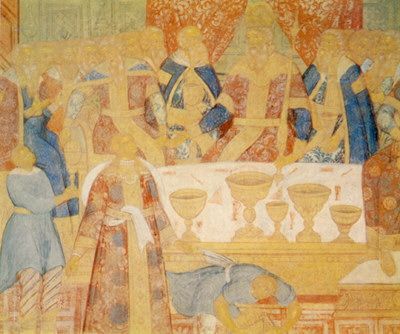
Le festin d'Hérode. Fragment de la fresque de l'autel.
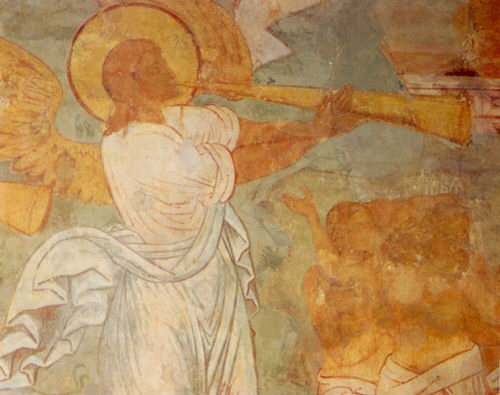
Anges musiciens sonneurs de trompettes. Fragment de la composition le «Jugement dernier».
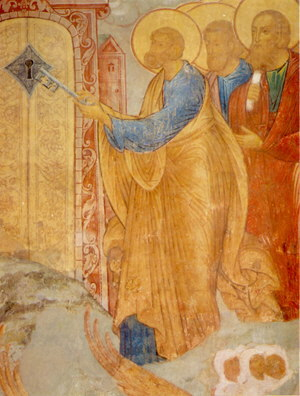
L'apôtre Pierre avec les clés du paradis. Fragment du « Jugement dernier ».

### La composition du «Jugement dernier»

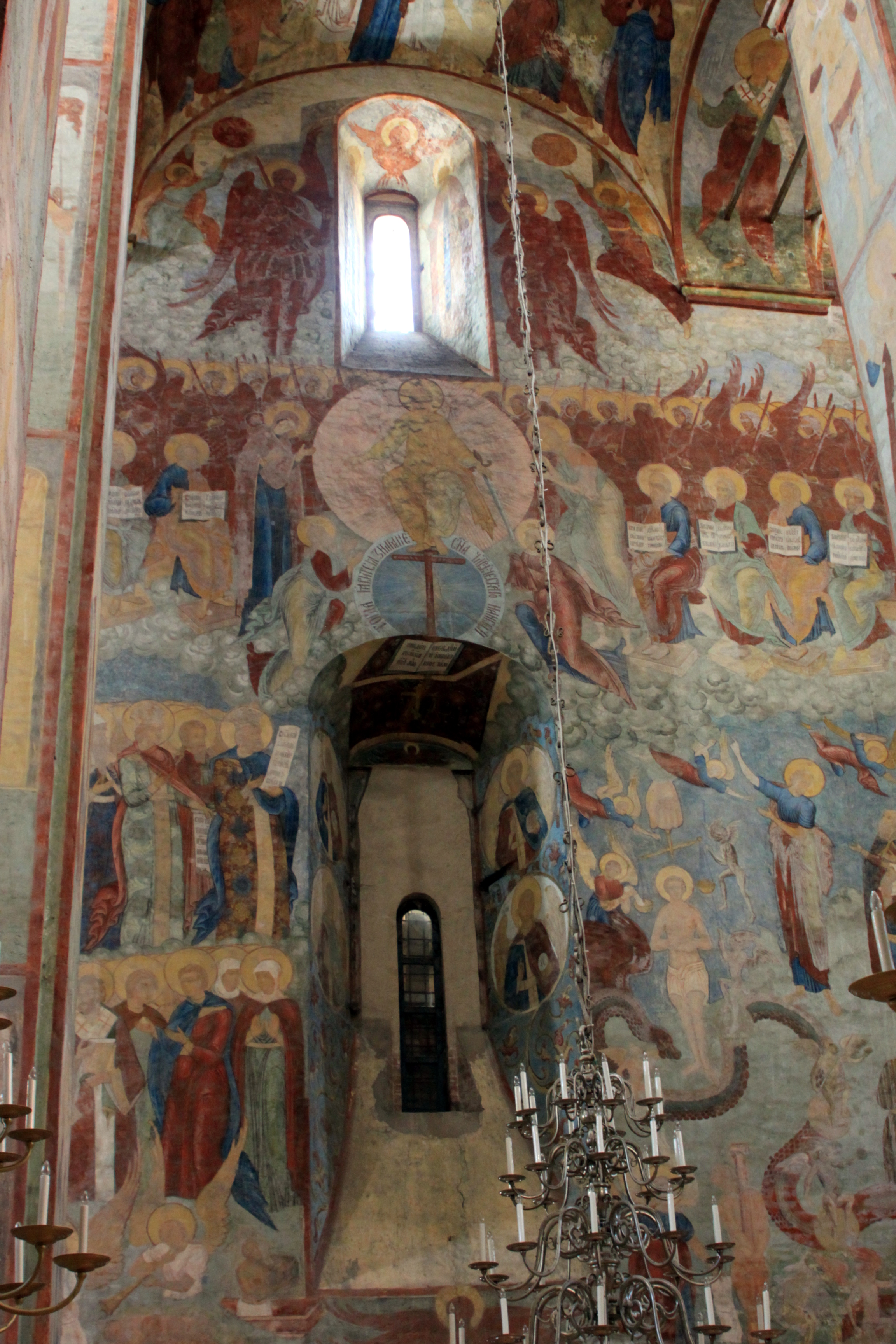
« Le Jugement dernier », fresque de Sainte-Sophie de Vologda

La composition du « Jugement dernier » de la cathédrale Sainte-Sophie est la plus grande fresque existant sur ce sujet en Russie. Elle occupe 400 mètres carrés de mur.
Dans le christianisme, le dogme relatif à la Résurrection et au Jugement dernier est fondamental. La partie supérieure de la fresque présente le trône sur lequel siège Dieu tout-puissant qui rend la justice. Plus bas, sont disposées des scènes de pesée des péchés et des vertus des âmes des hommes. Du côté gauche, est représente l' apôtre Paul porteur des clefs du paradis. Les pécheurs sont représentés comme des infidèles, dans des vêtements portés par les étrangers à cette époque, les femmes en habits clairs sont représentées à gauche. Au pied de la composition, du côté droit, un serpent et des figures naïves de pécheurs et de flammes de l'enfer. Sur la partie gauche sont représentés des anges jouant de la trompette, alignés en bas de la composition. Ils appellent les eaux et la terre à présenter les morts au Juge.
« Leurs robes blanches sur un fond de terre vert tendre donne à cette fresque une impression de grande monumentalité. Cette partie du « Jugement dernier », n'a pas d'équivalent parmi les autres peintures murales. Elle a une signification dominante dans la décoration intérieure de la cathédrale et représente un exemple typique des peintures de celle-ci. Les autres figures ont quelque chose de statique et de moins plastique »
Dans cette fresque les maîtres de Iaroslavl exposent l'idée de la proximité du « Jugement dernier » promis depuis très longtemps déjà, qui condamnera les pécheurs et récompensera les justes:
« le peintre Plekhanov donne à la fresque un aspect traditionnel ; il veut ainsi démontrer son respect pour les coutumes des anciens. Les couleurs douces et harmonieuses lui donnent un aspect lumineux. L'ensemble est comme une petite mélodie triste qui vient supprimer les tensions dues à l'évocation eschatologique contenue dans le sujet choisi. »
La fresque « Le Jugement dernier », peinte sur la partie Est, à l'endroit le plus important de toute la cathédrale, ne montre pas le jugement lui-même, mais plutôt la seconde venue du Christ sur Terre, c'est-à-dire la Parousie. Dans le vocabulaire chrétien, la parousie désigne plus particulièrement la seconde venue, le retour glorieux de Jésus-Christ à la fin des temps bibliques dans le but d'établir définitivement le Royaume de Dieu sur la terre. Mais les deux sujets sont interdépendants, puisque le Christ viendra pour juger les actes des vivants et des morts. La présence de cette composition sur les murs de la cathédrale montre aussi son importance hiérarchique dans l'Église.

## Iconostase

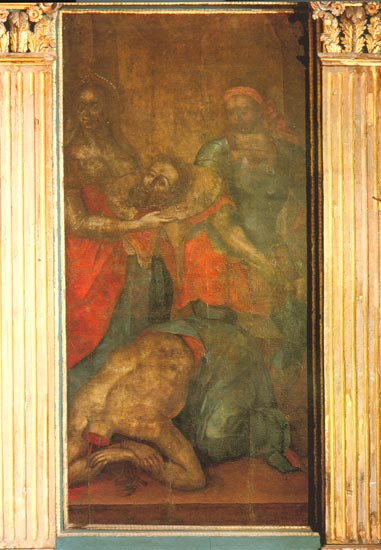
Décollation de Jean le Baptiste (1730).

L'iconostase existant actuellement est la troisième de la cathédrale et elle a été créée dans les années 1733-1741.
Avant même la consécration du maître-autel, une chapelle dédiée à Jean le Baptiste avait été consacrée en 1588. C'est de la petite iconostase de cette chapelle que provient l'icône de la « Décollation de Jean le Baptiste », qui date des années 1730, et se trouve aujourd'hui dans le registre de l'iconostase du côté sud.
On ne dispose pas d'informations sur la première iconostase de la cathédrale et sur ses icônes. Sur la deuxième, on sait qu'elle a été réalisée dans les années 1686-1695. l'iconostase de la cathédrale de la Laure de la Trinité-Saint-Serge a été prise comme modèle. La gravure sur bois de cette iconostase a été utilisée, mais couronnée de figures de chérubins et de séraphins. Les icônes sont réalisées par des maîtres de l'École iconographique de Vologda. La partie nord de cette iconostase est détruite par un incendie qui survient dans la cathédrale en 1724.
La décision de remplacer cette iconostase détruite revient à l'évêque Paul. En 1737 un moine d'origine polonaise Arsène Borchtchevski a préparé le « corps » de l'iconostase. Les icônes sont commandées pour l'évêque Paul par Ambroise (métropolite de Novgorod) (jusqu'en 1734 — archimandrite de l'Église orthodoxe du Saint-Esprit de Vilnius). Pour leur exécution, il demande à Maxime Iskritski, un maître polonais qui vivait à l'époque à Vologda et connaissait les techniques d'Europe оccidentale de peinture. Le 21 juin 1738, alors que le travail n'était pas terminé, du fait de son retard, Maxime Iskritski est renvoyé de Vologda.
Les icônes du registre local ont presque toutes été réalisées par des maîtres de l' École iconographique de Vologda. Elles ont subi plusieurs restaurations, dont une en 1766, sous l'évêque Yosif Zalatoï, et, en 1848, avec le peintre de Iaroslavl A. M. Koltchine.
La dernière restauration date des années 1960-1970.

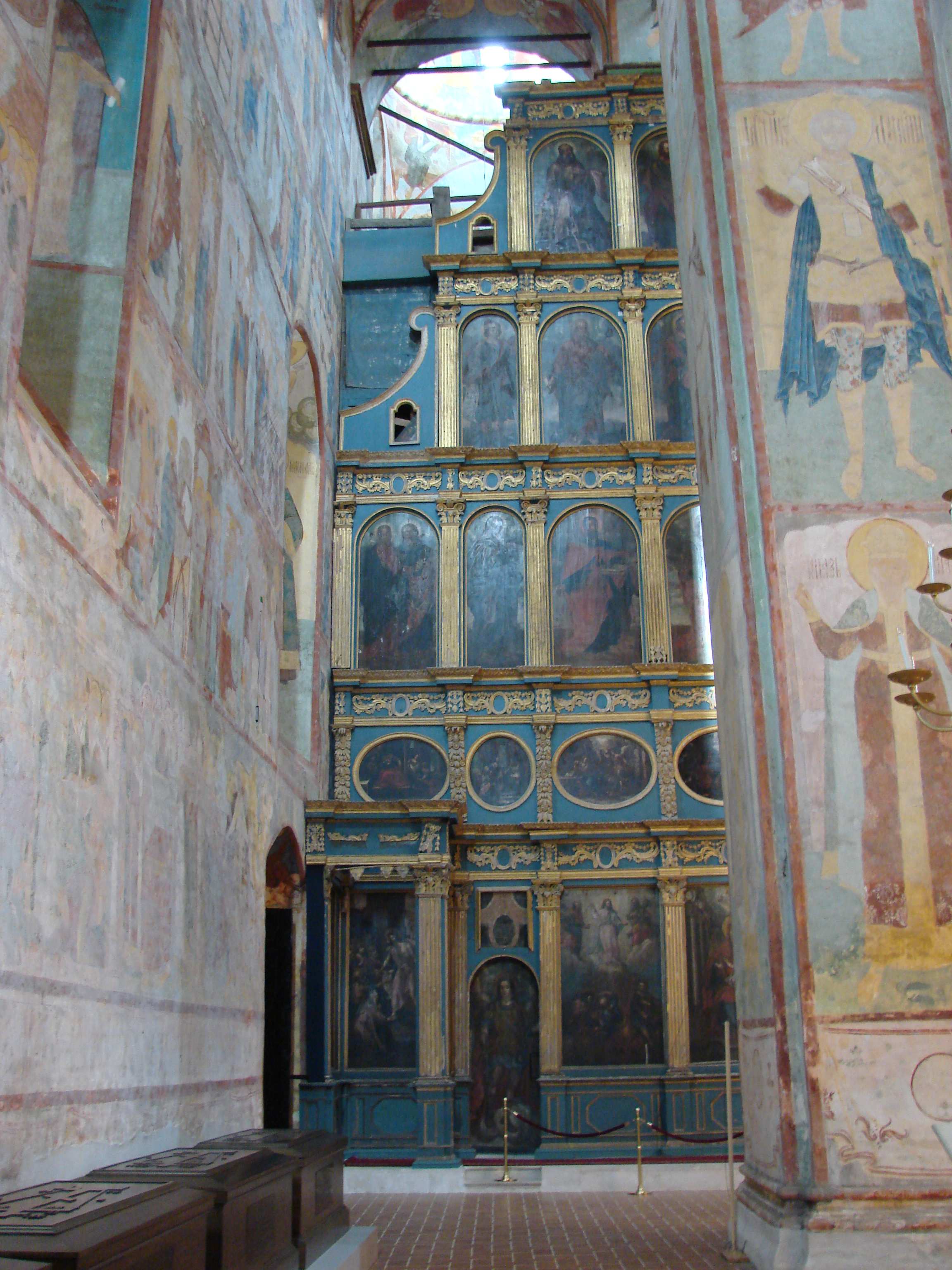
Iconostase. Partie Nord.
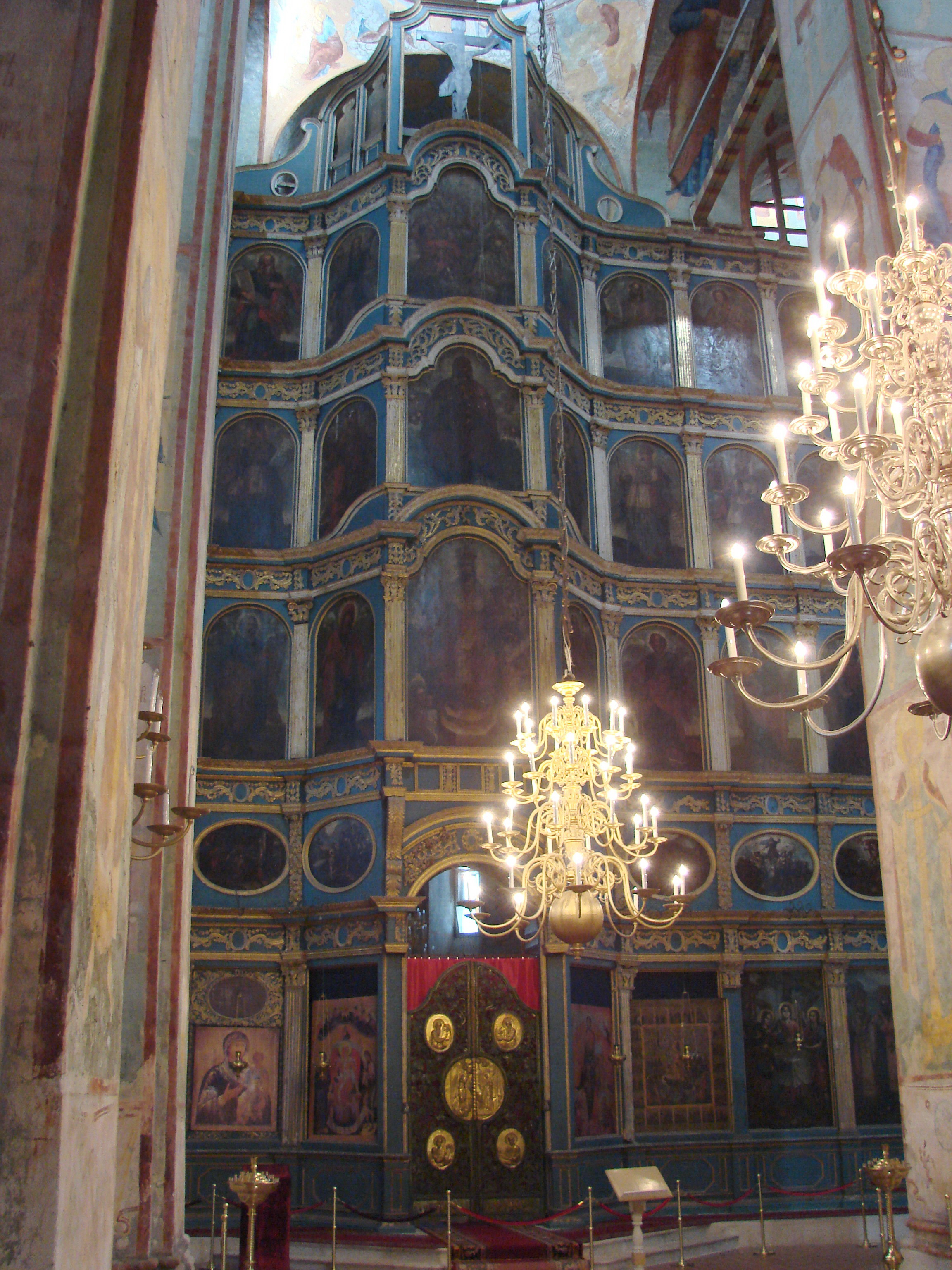
Iconostase. Partie centrale.
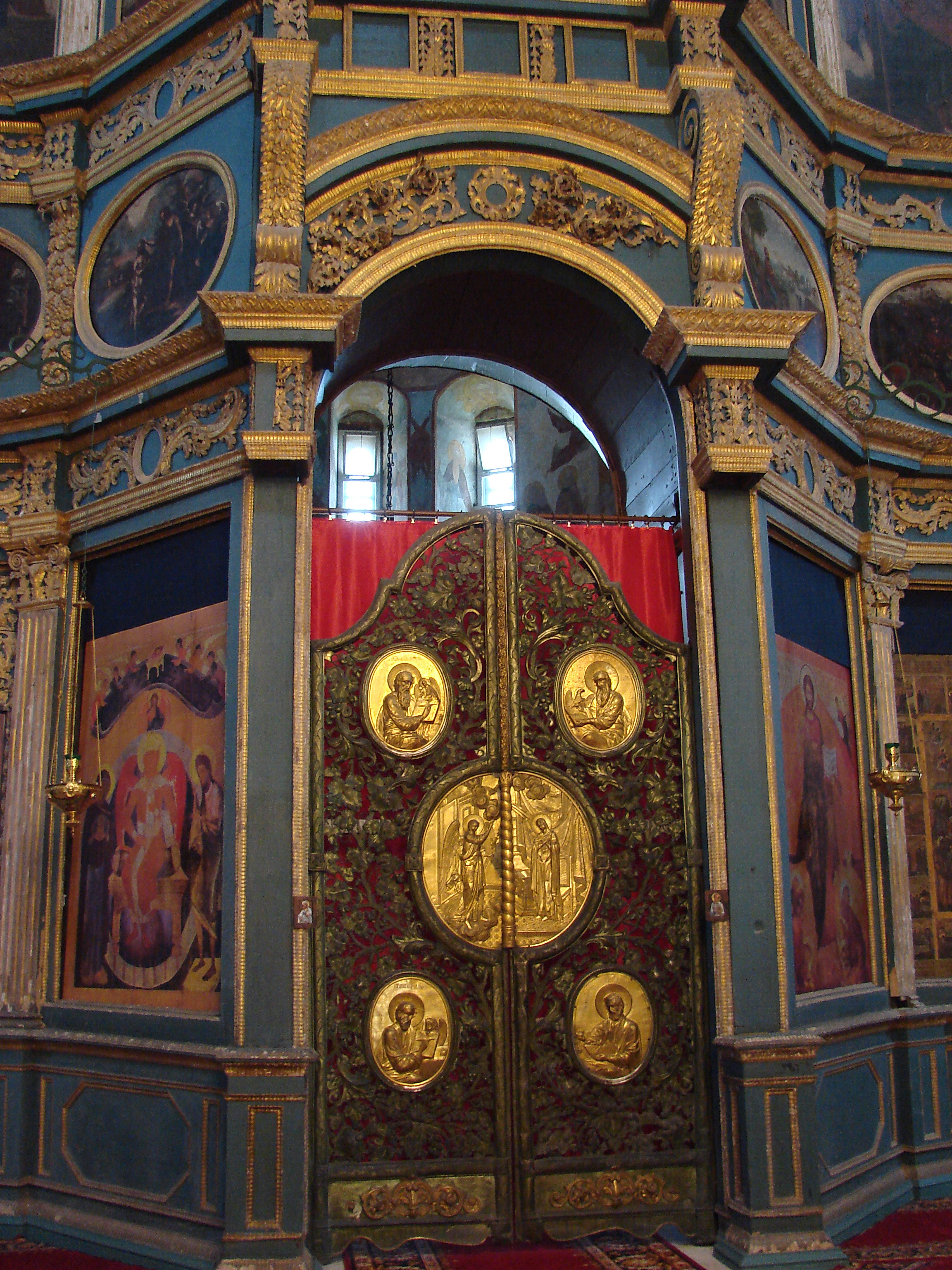
Les portes royales.
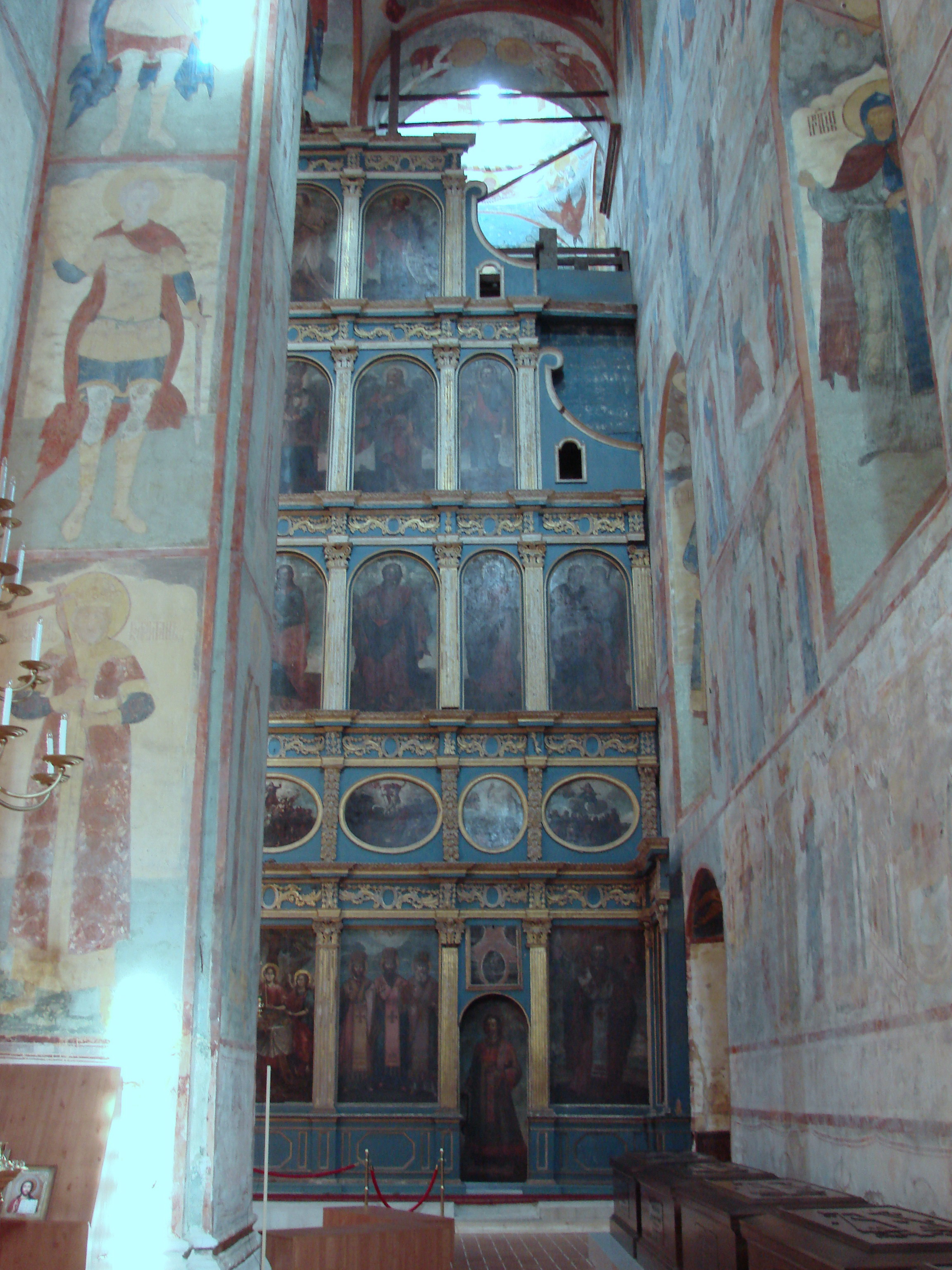
Iconostase. Partie Sud.

### Construction de l'iconostase
Le style de l'iconostase de la cathédrale Sainte-Sophie est baroque. Sa forme est pyramidale. Les icônes sont placées sur cinq registres. Les différents niveaux sont séparés par des colonnes cannelées et par des corniches dorées. L'iconostase comprend 64 icônes, 54 d'entre elles ont été réalisées Maxime Iskritski. La manière de peindre de cet artiste est proche de la peinture profane.

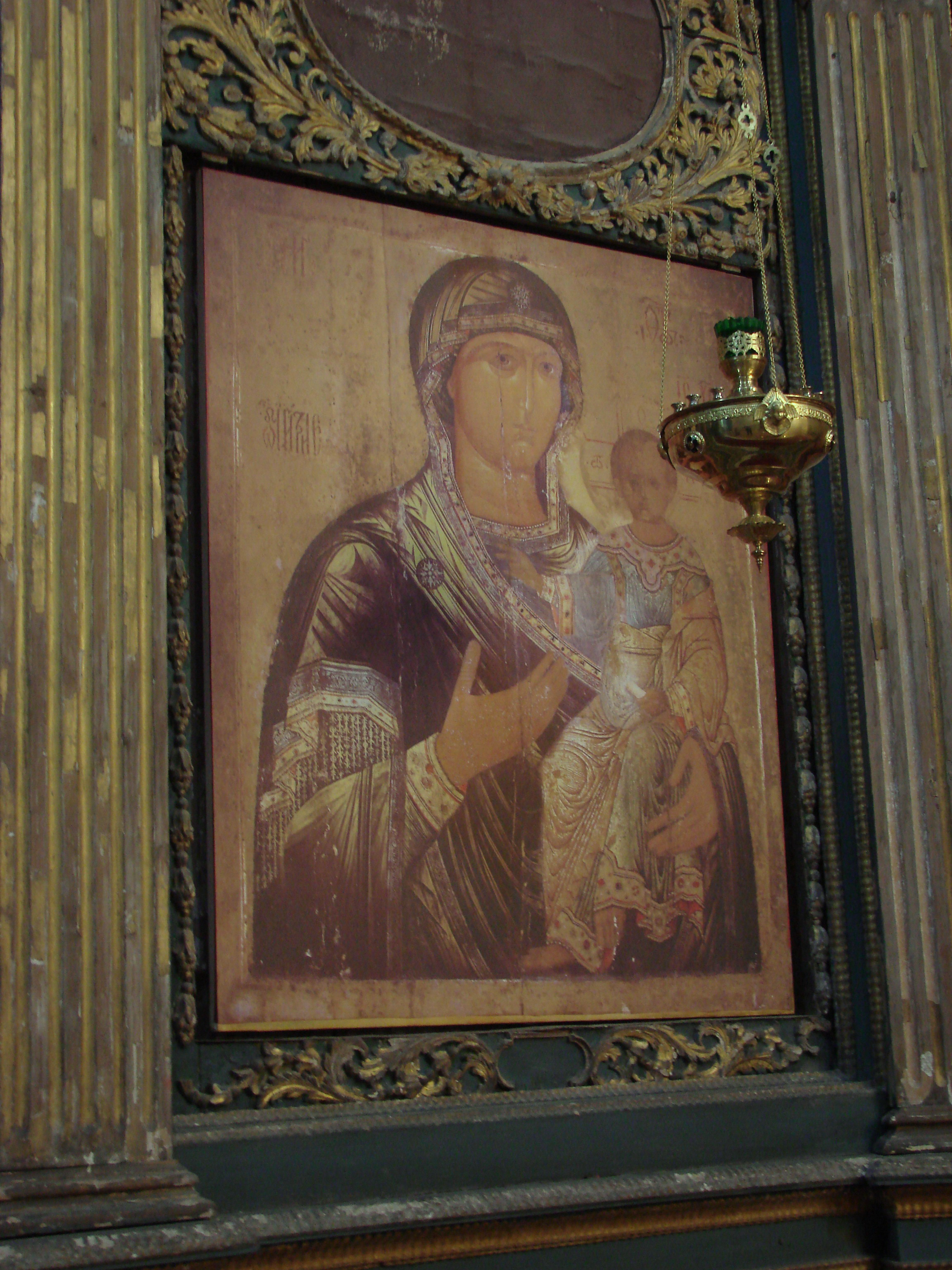
Notre-Dame Odigitria (1641).

Registre supérieur : « Vierge Odigitria » (1641), « Sophie de la Sagesse de Dieu » (1618), « Dormition » (xixe siècle), « Trinité », « Descente aux enfers », « Trois saints », « Vierge sur le Trône », « Transfiguration », « Nicolas Thaumaturge », « Archange Mikhaïl », « Archidiacre Stéphane », « Descente de Croix » et « Décollation de Jean le Baptiste » (toutes du XVIIIe siècle).
L'icône « Sophie de la Sagesse de Dieu » date de 1618 et est l'œuvre de Jdane Dementieva et Vassili de Novgorod.
Registre (beaux-arts) des fêtes : « Naissance de La Vierge », « Présentation de Marie au Temple », « Annonciation », « Naissance du Christ », « Épiphanie », « Entrée à Jérusalem », « Transfiguration », « Résurrection », « Ascension de Notre-Seigneur », « Pentecôte » et « Dormition de la Vierge ».
Registre de la déisis : l'image centrale de ce registre est le Christ Pantocrator sur son Trône. Il est entouré de la Vierge, de Jean le Baptiste, des apôtres Pierre, Paul, Jean, Simon, Jacques, Thomas, André, Barthélémy et Philippe, des évangélistes Luc, Mathieu et Marc.
Registre des Prophètes: au centre la Vierge Marie et l'Enfant Jésus entouré d'anges, sur le côté les Prophètes Salomon, David, Moïse, Zacharie, Isaïe, Aron, Ézéchiel, Jérémie, Daniel et Gédéon.
Registre des Patriarches : « La Paternité » et huit patriarches (Adam, Noé, Abraham, Jacob,
Seth, Énosh, Abel et Lot). Une « Crucifixion » avec quatre personnages (la Vierge Marie, Marie de Magdala, Longin le Centurion et l'apôtre Jean)
.

## Emplacement du tsar et du donateur
Durant la restauration qui a eu lieu en 2003, les archéologues ont dégagé dans le portail central près du pilier situé au sud une maçonnerie en pierre blanche. Il est permis de supposer qu'il s'agit là de la base de l'emplacement où se tenait le tsar durant les offices. Des emplacements similaires ont été découverts à la cathédrale de la Dormition de Moscou ainsi qu'à la cathédrale Sainte-Sophie de Novgorod. Sur la voûte du côté nord de l'autel se trouve une fresque dont le sujet est rare : la commémoration des défunts. En dessous de celle-ci se trouve l'emplacement de la tombe du donateur Ivan Grozny, qui a supporté les frais de construction de la cathédrale.

## Campanile
Le premier campanile en bois de la cathédrale Sainte-Sophie est construit à la fin du XVIe siècle et brûle lors de l'invasion polono-suédoise du 22 septembre 1612. Un nouveau campanile est construit en 1620. Sa base est octogonale, son toit était en forme de tente. Il possède une horloge et onze cloches. Il brûle en 1636. En 1942 est construit un troisième campanile et à nouveau en bois.
En 1654—1659 est construit un campanile en pierre. Il est de nouveau de structure octogonale avec une toiture en forme de tente et en pierre surmontée d'un petit dôme. La pierre utilisée provient de celles qui n'avaient pas été utilisées pour construire le kremlin de Vologda sous Ivan le Terrible. En 1863 il comptait quatorze cloches et une horloge.
En 1860, sous l'évêque Palladine le toit et les cloches sont enlevées. En 1869-1870 sur les étages inférieurs qui subsistaient sur 17 mètres est construit un nouveau projet dû à l'architecte Vladimir Childknekht dans un style pseudo-gothique. Le sommet atteint la hauteur de 78,5 mètres et est de 32 mètres plus élevé que le précédent. C'est le plus élevé de l'éparchie de Vologda. Une plate forme d'observation est installée à l'étage supérieur. Il est couronné d'un dôme doré et d'une croix.

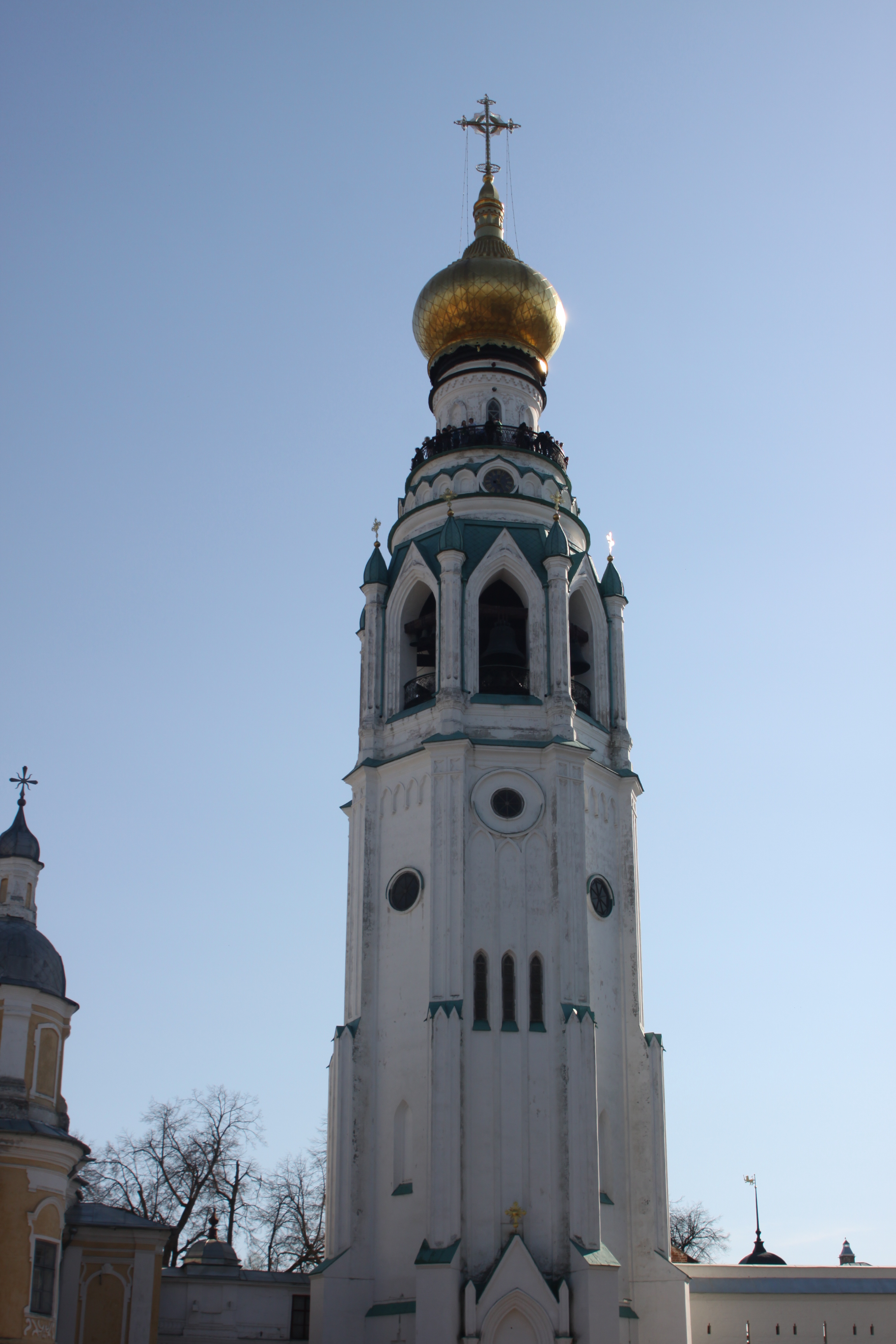
Campanile de la cathédrale Sainte-Sophie. 1869-1870. La base provient du campanile précédent détruit.
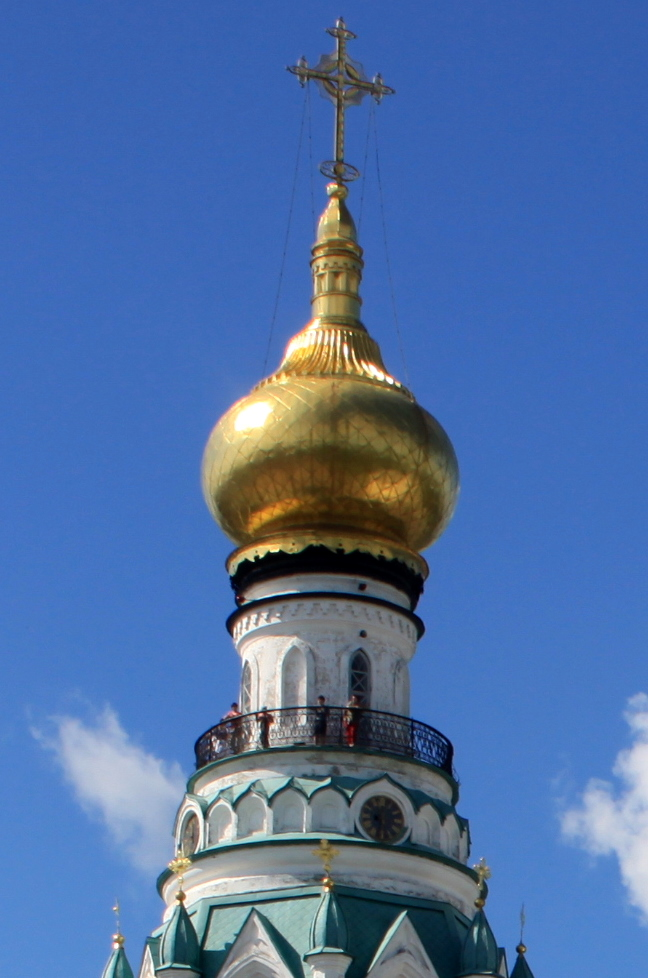
Dôme du campanile et étage supérieur avec plate-forme panoramique et les horloges.
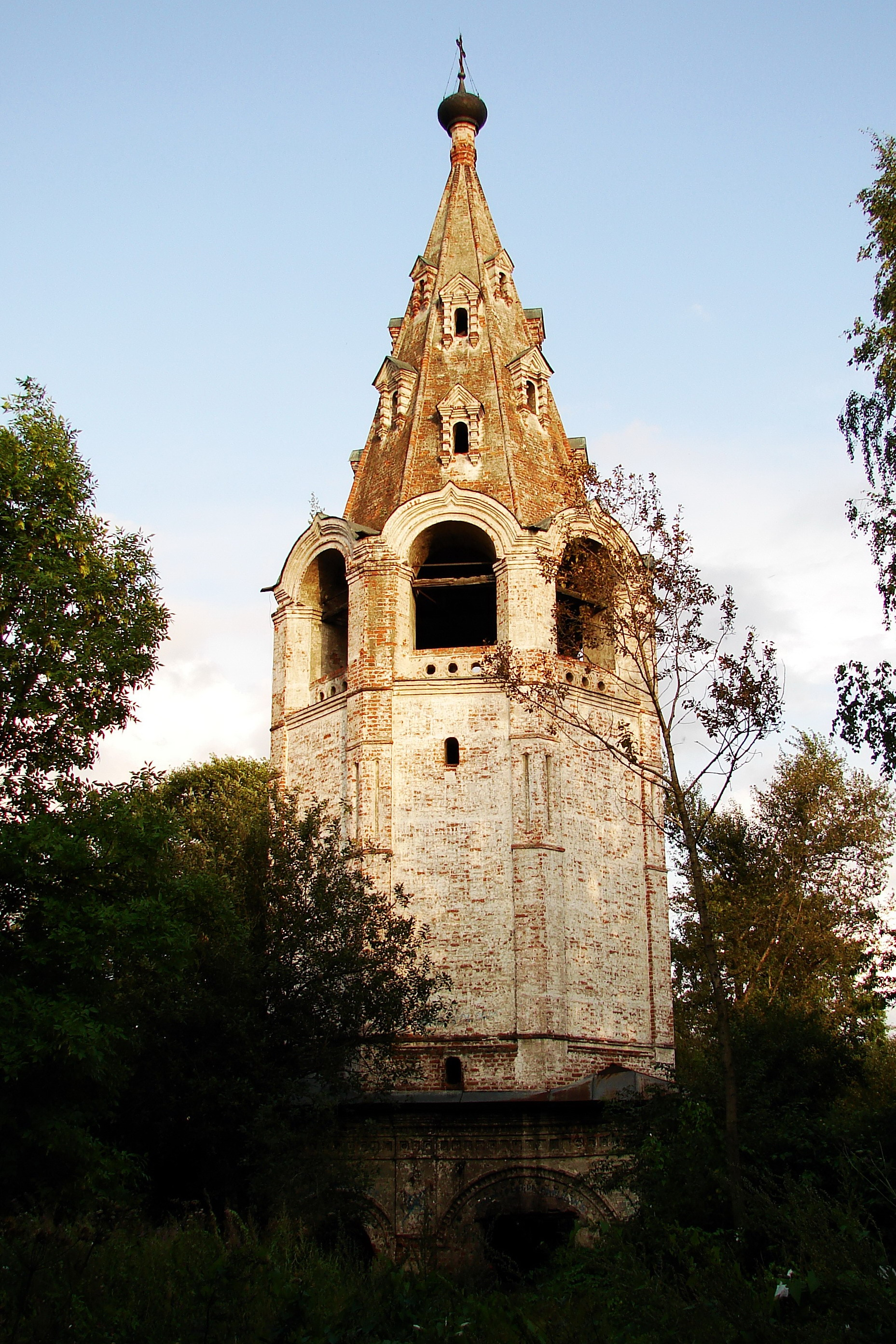
Clocher de l'ancienne église chauffée Vladimirski construit en 1684-1689 sur le modèle du clocher précédent de Sainte-Sophie.

Des maîtres hollandais, russes, allemands ont travaillé à l'édification du campanile de Saint-Sophie au XVIIe siècle,XVIIIe siècle et XIXe siècle,,. Depuis 1702 les cloches sont au nombre de 22 et depuis 1989 elles sont à nouveau utilisées.

## Destination religieuse de la cathédrale
La cathédrale Sainte-Sophie devient la cathédrale de l'éparchie de Vologda en 1587 et le reste jusqu'en 1923. Le long de ses murs nord onze évêques ont été enterrés.
Après la construction de la cathédrale de la Résurrection comme église d'hiver chauffée, la cathédrale Sainte-Sophie devient l'église d'été en 1776.
En juin 2007, le patriarche de Moscou et de toutes les Russies Alexis II de Moscou vient à Vologda pour y célébrer une liturgie solennelle.

## Source
- (ru) Cet article est partiellement ou en totalité issu de l’article de Wikipédia en russe intitulé « Софийский собор (Вологда) » (voir la liste des auteurs).